# Lockheed F-104 Starfighter
El Lockheed F-104 Starfighter fue un caza interceptor supersónico monomotor de alto rendimiento, desarrollado originalmente para la Fuerza Aérea de los Estados Unidos (USAF) por la compañía Lockheed, y después también fabricado en otros países bajo licencia. Sirvió con la USAF desde 1958 hasta 1969, y continuó en servicio con unidades de la Guardia Aérea Nacional hasta que fue retirado en 1975. La NASA también operó con una pequeña flota mixta de distintas versiones del F-104 para pruebas de vuelo supersónico y programas de vuelo espacial hasta 1994.
Los F-104C de la Fuerza Aérea de los Estados Unidos entraron en combate durante la guerra de Vietnam, y Pakistán desplegó sus F-104A brevemente durante las guerras indo-pakistaníes. Los F-104 de la Fuerza Aérea de la República de China (Taiwán) se enfrentaron a aviones de la Fuerza Aérea del Ejército Popular de Liberación (China) sobre la isla en disputa de Kinmen.
Una serie de modificaciones originaron la versión F-104G, que ganó una competición de la OTAN para un nuevo cazabombardero. También se fabricaron varias versiones biplaza de entrenamiento, siendo la versión más numerosa el TF-104G. La última versión desarrollada del caza básico F-104 fue el interceptor todo tiempo F-104S producido por Aeritalia para la Aeronáutica Militar Italiana, equipado con misiles guiados por radar AIM-7 Sparrow. Finalmente se fabricaron un total de 2578 Starfighter, principalmente por miembros de la OTAN. El F-104 sirvió con las fuerzas aéreas de unas quince naciones. Su vida operacional concluyó con su retirada en Italia en mayo de 2004, unos 46 años después de su introducción en 1958 en la Fuerza Aérea de los Estados Unidos.
Su alta tasa de siniestralidad, causada en la mayoría de los casos por fallos en su único reactor, su pequeña envergadura, la posición de sus mandos y los fallos en el asiento eyectable, entre otros; le valió una mala imagen ante el público general, especialmente en servicio con la Luftwaffe alemana, e hizo que recibiera apodos como «El ataúd volante» o «El creador de viudas». Posteriormente los escándalos de sobornos de Lockheed en torno a los contratos originales de compra causaron una considerable controversia política en Europa y Japón.

## Desarrollo

### Origen
Clarence «Kelly» Johnson, ingeniero jefe de la oficina de diseño Skunk Works de Lockheed, visitó Corea en diciembre de 1951 y habló con pilotos de cazas sobre qué tipo de aviones querían. En aquel entonces, los pilotos estadounidenses se estaban enfrentado a los MiG-15 de origen soviético con los cazas F-86 Sabre, y muchos de ellos consideraban que el MiG era superior al más grande y complejo diseño estadounidense. Los pilotos pedían un avión pequeño y simple con excelente rendimiento. Con esta información recién adquirida, Johnson inmediatamente comenzó el diseño un avión de tales características, después de su regreso a los Estados Unidos. En marzo, se reunió su equipo; estudiaron varios diseños de avión, que iban desde pequeños diseños de 3629 kg, hasta otros bastante grandes de 23 680 kg. Para conseguir el rendimiento deseado, Lockheed optó por un enfoque minimalista: un diseño que permitiría lograr un alto rendimiento creando el fuselaje más ligero y aerodinámicamente eficiente posible en torno un único y potente motor. El motor elegido fue el entonces nuevo General Electric J79, un turborreactor con una mejora drástica de rendimiento en comparación con los motores contemporáneos. Este pequeño diseño propulsado por un único turborreactor J79 fue denominado L-246 y permaneció prácticamente idéntico al diseño L-083 finalmente presentado.
El diseño fue presentado a la Fuerza Aérea de los Estados Unidos en noviembre de 1952, donde había interés suficiente para crear un requerimiento (General Operating Requirement) de un caza ligero para reemplazar al North American F-100 Super Sabre. Respondieron al requerimiento tres compañías: Republic con el modelo AP-55, una versión mejorada de su prototipo XF-91 Thunderceptor; North American con el NA-212, que con el tiempo se convertiría en el F-107; y Northrop con el N-102 Fang, otro diseño propulsado por el motor J79. Aunque todas las propuestas eran interesantes, Lockheed contaba con una ventaja insuperable, y se le concedió un contrato de desarrollo en marzo de 1953 para la construcción de dos prototipos; estos recibieron la designación XF-104.

### Prototipos

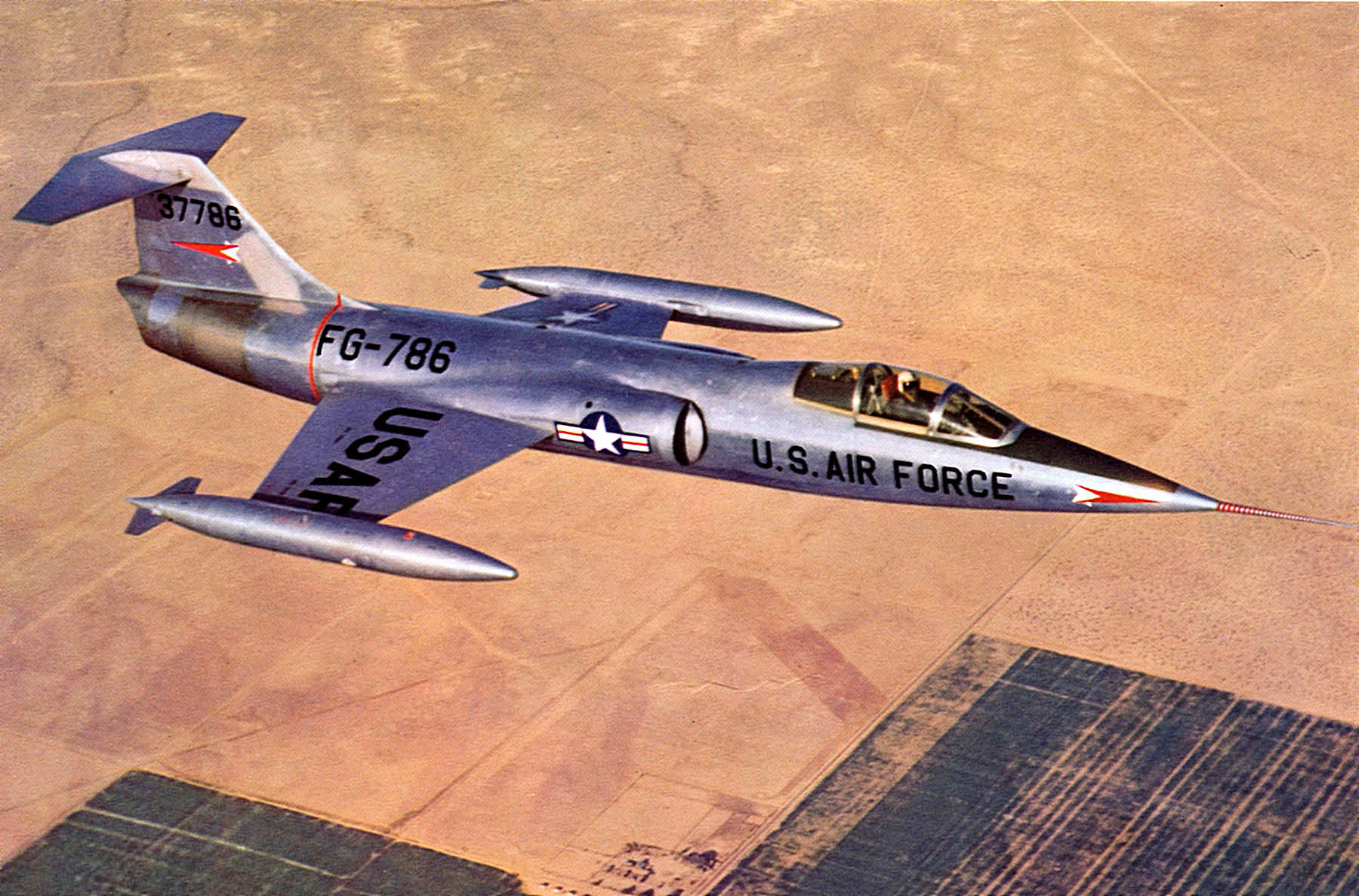
El primer Lockheed XF-104 (N.S. 53-7786), prototipo del F-104.

Los trabajos avanzaron con rapidez, estuvo lista una maqueta para su inspección a finales de abril y se comenzó a trabajar en los prototipos a finales de mayo. Mientras tanto, el motor J79 aún no estaba listo; debido a eso los prototipos fueron diseñados para usar en su lugar el motor Wright J65, una versión producida bajo licencia del Armstrong Siddeley Sapphire británico. El primer prototipo fue completado a principios de 1954 y realizó su primer vuelo el 4 de marzo en la Base de la Fuerza Aérea Edwards. El tiempo total transcurrido desde el diseño hasta el primer vuelo fue de solo dos años aproximadamente.
Cuando la Fuerza Aérea de los Estados Unidos reveló la existencia del XF-104, solo dio una vaga descripción de él, de forma similar a lo hecho con el avión secreto F-117A en los años 80. Pero, sorprendentemente, unos artistas que trabajan para varias revistas crearon dibujos muy parecidos al diseño real. Un dibujo publicado en Popular Mechanics en agosto de 1954 resultó ser muy similar al diseño real.
El primer prototipo se elevó en el aire el 18 de febrero, pero éste no contó como primer vuelo; en el primer vuelo oficial experimentó problemas en el repliegue del tren de aterrizaje. Y el segundo prototipo se estrelló unas pocas semanas después durante unas pruebes de disparo con el cañón en noviembre de 1955, pero fue aceptado por la USAF. El J65 con postquemador no permitía que el avión pudiera alcanzar su velocidad de diseño. Se necesitó corregir problemas de estabilidad direccional.

### Preproducción

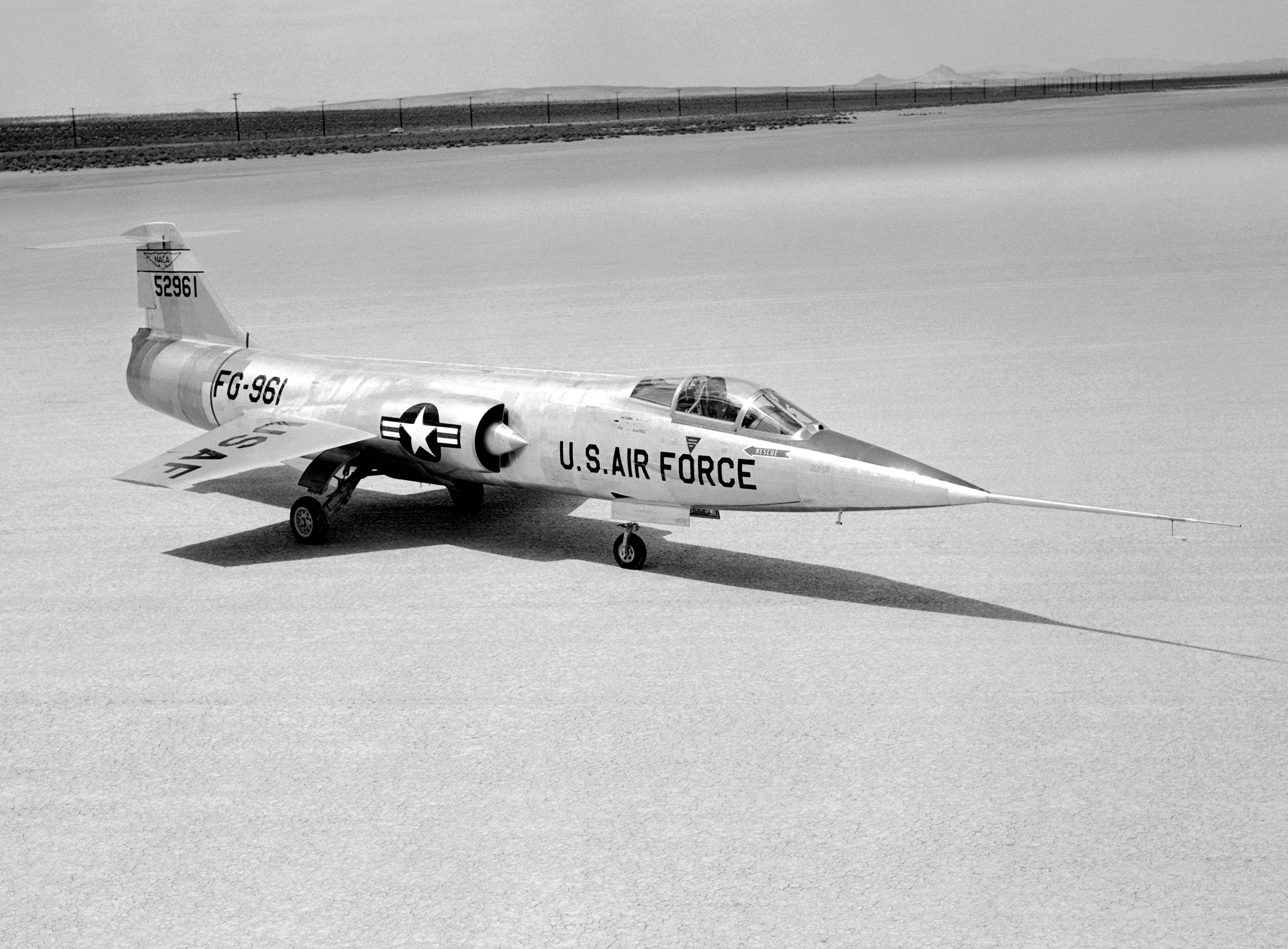
Avión de evaluación YF-104A (55-2961) en la Base de la Fuerza Aérea Edwards en 1957.

Sobre la base de las pruebas y evaluaciones con los prototipos XF-104, la siguiente variante, la versión de preproducción YF-104A, fue alargada hasta los 16,66 m y equipada con el motor General Electric J79, también incluyó modificaciones en el tren de aterrizaje y en las tomas de aire del motor.
El primer YF-104A voló por primera vez el 17 de febrero de 1956. Este avión, junto a otros 16 de estos ejemplares de evaluación, se utilizó para llevar a cabo las pruebas y evaluaciones de la aeronave y sus equipos. Se hicieron varias modificaciones, entre las que se incluye el fortalecimiento de la estructura y la adición de una aleta ventral. Se encontraron problemas en el postquemador del motor J79 y hubo retrasos causados por la necesidad de incorporar los misiles Sidewinder, pero en enero de 1958 ya se formó el primer escuadrón operacional de estos aviones en la Fuerza Aérea de los Estados Unidos.

### Producción
Por entonces, la USAF había perdido interés en esta clase de cazas y solo adquirió 296 para sus escuadrones. Sin embargo, un grupo de países de la OTAN, bajo el liderazgo de Alemania Occidental, decidió construir una versión mejorada para equipar sus respectivas fuerzas aéreas. Ello condujo a un programa internacional de cofabricación, mediante el cual el Starfighter fue producido en Bélgica, Italia, Países Bajos y la República Federal de Alemania para las fuerzas de la OTAN, así como en Canadá y Japón para sus propias fuerzas aéreas. Como resultado, cuando la fabricación concluyó, se habían totalizado 2282 F-104.

## Diseño

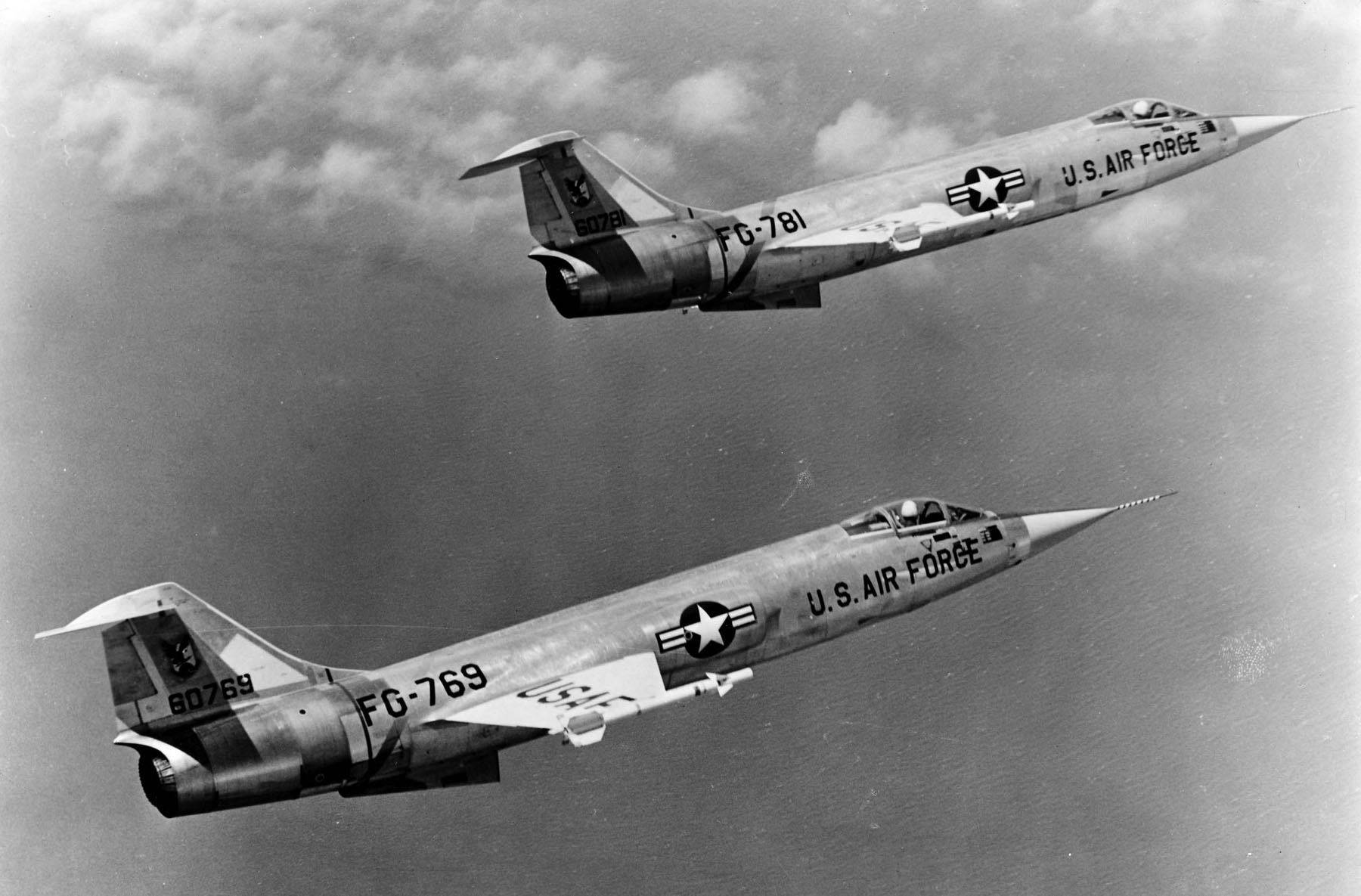
Una pareja de cazas F-104A.

Johnson diseñó un ala de amplia cuerda y envergadura muy reducida, de configuración recta con un espesor máximo de solo 10,16 cm y con un borde de ataque muy afilado, hasta el punto de que necesitaba ser protegido con una cubierta para impedir que alguien se dañase al manejar el avión en tierra. La cola, de típica configuración en T, poseía un estabilizador enterizo y el fuselaje, largo y estrecho, parecía haber sido construido en torno al turborreactor General Electric J79, seleccionado para propulsar el revolucionario Lockheed F-104 Starfighter, implicando la carencia virtual de espacio para equipo, hasta el punto que el afilado morro no contenía el radar de interceptación aérea.

### Motor
El F-104 fue diseñado para usar el motor turborreactor General Electric J79, alimentado de aire por tomas situadas a ambos lados del fuselaje con conos de admisión fijos optimizados para velocidades supersónicas. A diferencia de algunos aviones supersónicos, el F-104 no tiene tomas de aire de geometría variable. Su relación empuje a resistencia era excelente, permitiendo una velocidad máxima muy por encima de Mach 2: la velocidad máxima del Starfighter estaba limitada más por los límites de temperatura y de resistencia de su estructura de aluminio que por empuje o resistencia (que le daban una velocidad aerodinámica máxima de Mach 2,2). Modelos posteriores equiparon nuevas versiones del J79, que mejoraban tanto la potencia de empuje como la eficiencia de consumo significativamente.

### Aviónica
Los primeros F-104 Starfighter de la Fuerza Aérea de los Estados Unidos tenían un radar de medición de distancias AN/ASG-14T básico, TACAN y radio UHF AN/ARC-34. El posterior cazabombardero internacional F-104G tenía un radar Autonetics NASARR mucho más avanzado, un avanzado sistema de navegación inercial Litton LN-3, una mira infrarroja simple y una computadora de datos aéreos.

### Armamento

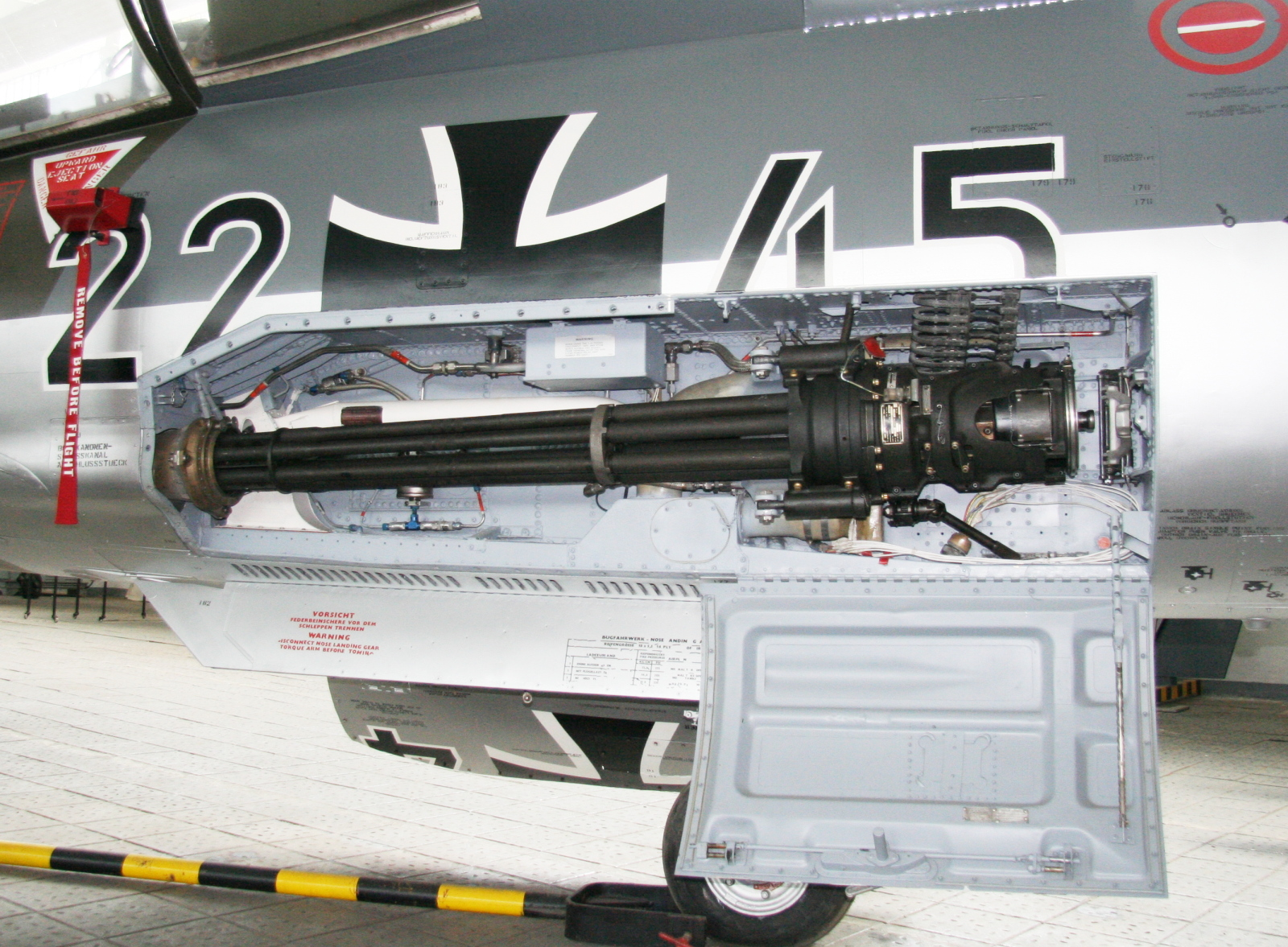
Instalación del cañón M61 Vulcan en un F-104G alemán.

El armamento básico del F-104 era el cañón rotativo M61 Vulcan de 20 mm. El Starfighter fue el primer avión en equipar esta nueva arma, que tenía una cadencia de tiro de 6000 disparos por minuto y, montado en la parte baja del lado izquierdo del fuselaje, era alimentada por un tambor con capacidad para 725 proyectiles ubicado detrás del asiento del piloto. El cañón fue omitido en todas las versiones biplaza y algunas versiones monoplazas, entre las que se incluyen los aviones de reconocimiento y los primeros F-104S italianos; de modo que el espacio que debería ocupar el cañón y su munición normalmente era aprovechado para instalar depósitos de combustible adicionales.
En los puntos de anclaje de las puntas alares podía portar dos misiles aire-aire de corto alcance AIM-9 Sidewinder o también podían ser usados para instalar depósitos de combustible auxiliares. El F-104C y modelos posteriores incluyeron un pilón central bajo el fuselaje y dos pilones subalares para cargar bombas, contenedores de cohetes o depósitos de combustible. En el pilón central podía portar una bomba nuclear. El F-104S añadió una pareja de pilones en el fuselaje para portar bombas convencionales y un pilón adicional bajo cada una de las alas haciendo un total de 9 puntos de anclaje.

## Historia operacional

### Estados Unidos

Un F-104 prueba disparando un AIM-9 Sidewinder contra un dron objetivo QF-80.

Aunque el F-104 fue diseñado como un caza de superioridad aérea, la necesidad inmediata de la Fuerza Aérea de los Estados Unidos en ese momento era un interceptor supersónico. A finales de la década de 1950, el gobierno de los Estados Unidos creía que estaba significativamente detrás de la URSS en términos del tamaño de su flota de bombarderos a reacción. En respuesta, la USAF había ordenado dos interceptores de Convair, el F-102 Delta Dagger y el F-106 Delta Dart, pero ambos aviones estaban experimentando retrasos en el desarrollo. La velocidad y el rendimiento de la velocidad de ascenso del Starfighter intrigaron a la Fuerza Aérea, que presionó para poner al F-104A en servicio como interceptor interino con el Mando de Defensa Aérea (ADC), a pesar de que su alcance y armamento no eran adecuados para el papel. El 26 de febrero de 1958, la primera unidad que entró en funcionamiento con el F-104A fue el 83° Escuadrón de Interceptores de Combate en la Hamilton AFB, California. La nueva aeronave operativa experimentó problemas tanto con el motor J79 como con el cañón M61, y después de solo tres meses de servicio, la unidad quedó en tierra después de una serie de accidentes relacionados con el motor. El avión fue equipado con el motor J79-GE-3B y también otras tres unidades del ADC equipadas con el F-104A. Durante este tiempo, el interés de la Fuerza Aérea en el Starfighter fue disminuyendo debido a un cambio de estrategia hacia los cazas con mayor alcance y cargas de municiones más pesadas. Como resultado, la USAF redujo sus órdenes de 722 a 296, y los aviones F-104A y F-104B de los escuadrones 83, 56 y 337 de Interceptores de Combate (FIS) fueron entregados a los escuadrones 151, 157 y 197 de la Guardia Nacional Aérea después de menos de un año de servicio con el ADC.

#### Crisis de Quemoy de 1958

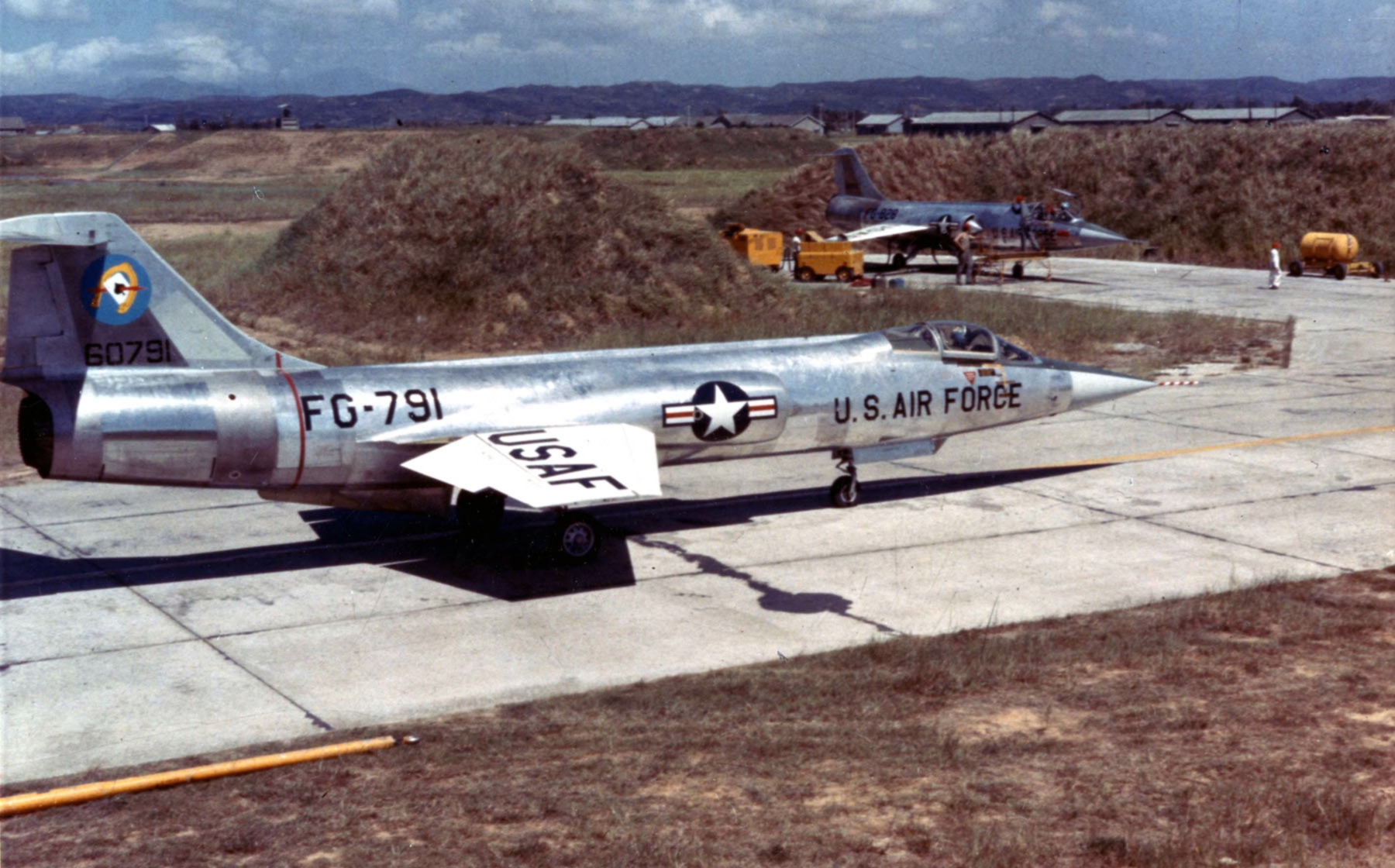
Cazas F-104A del 83d FIS en la base aérea de Taoyuan, Taiwán, durante la crisis de Quemoy de 1958.

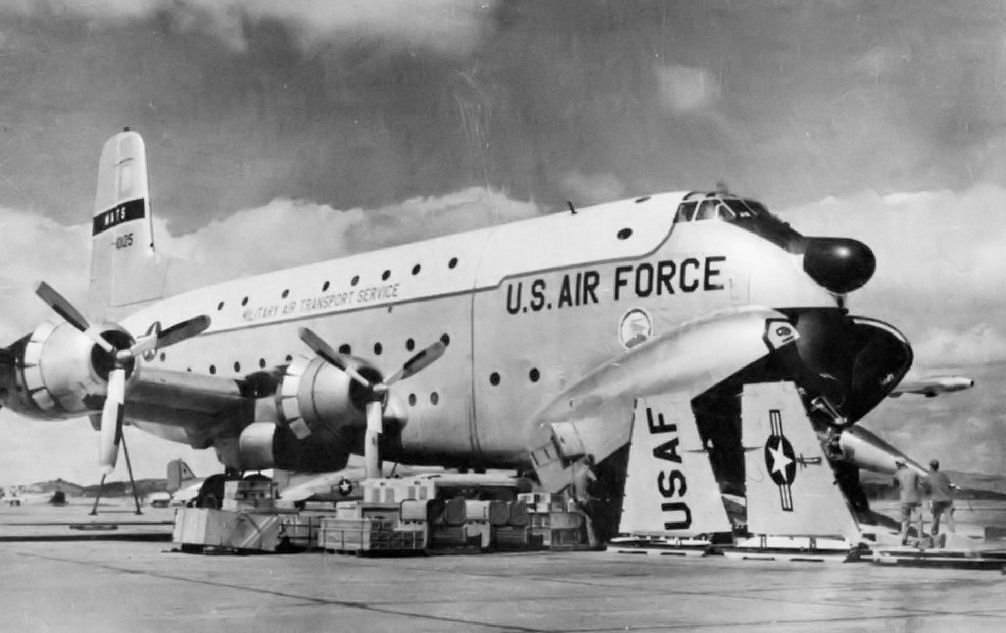
Un F-104A cargado en un C-124 en la Hamilton AFB para su transporte a Formosa (Taiwán), 1958.

En agosto de 1958, solo unos meses después de establecer la preparación operativa con el F-104, el 83rd FIS fue asignado a una misión de mantenimiento de la paz en Taiwán, después de que la República Popular de China comenzara una intensa campaña de artillería contra los chinos nacionalistas en las disputadas islas de Quemoy y Matsu. Las tensiones entre las dos fuerzas ya eran altas; los duelos de artillería estaban en curso desde la primera crisis en 1954, y la Fuerza Aérea del Ejército Popular de Liberación (PLAAF) había reubicado recientemente 200 MiG-15 y MiG-17 en campos de aviación en el continente, frente a Taiwán. La presencia de los Starfighter, según el coronel Howard "Scrappy" Johnson, fue para que la PLAAF "los rastreara en sus pantallas de radar ... y se sentara y se rascara la cabeza con asombro".
El 10 de septiembre, los primeros F-104 llegaron a Formosa (Taiwán), entregados desmontados por el avión de transporte C-124 Globemaster II. Esta fue la primera vez que se utilizó el transporte aéreo para mover aviones de combate a largas distancias. En las 30 horas posteriores a su llegada, el 1Lt Crosley J. Fitton ya tenía el primer avión del 83 en el aire, y para el 19 de septiembre, toda la unidad estaba lista para el estado de alerta de día o de noche. El F-104 voló una serie de carreras supersónicas entre Taiwán y China continental a velocidades de hasta Mach 2 como una demostración de superioridad aérea, y aunque no hubo enfrentamientos enemigos directos antes de la retirada, después del alto el fuego del 6 de octubre, el Starfighter proporcionó un significativo efecto disuasorio. El general de la USAF Laurence Cuter, comandante en jefe de las Fuerzas Aéreas del Pacífico, informó que el F-104A había "causado una gran impresión en ambos lados del estrecho de Taiwán".

#### Crisis de Berlín de 1961

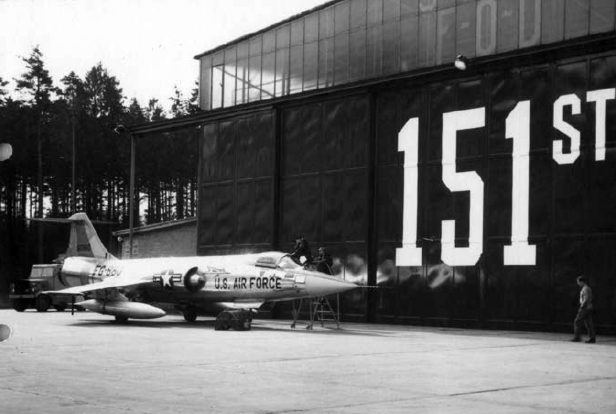
Un F-104A de la USAF del 151st FIS en la Base Aérea Ramstein, Alemania Occidental, en 1961-1962.

Durante la crisis de Berlín de 1961, el presidente John F. Kennedy ordenó que 148 000 miembros de la Guardia Nacional de los Estados Unidos y el personal de reserva se pusieran en servicio activo el 30 de agosto de 1961, en respuesta a los movimientos soviéticos para cortar el acceso aliado a Berlín. 21 067 individuos pertenecían a la Guardia Nacional Aérea (ANG), formando 18 escuadrones de combate, cuatro escuadrones de reconocimiento, seis escuadrones de transporte y un grupo de control táctico. El 1 de noviembre de 1961, la USAF movilizó tres escuadrones de interceptores de caza más de la ANG. A finales de octubre y principios de noviembre, ocho de las unidades tácticas de combate volaron a Europa con sus 216 aviones en la "Operation Stair Step". Debido a su corto alcance, 60 F-104A fueron transportados por avión a Europa a finales de noviembre, entre ellos el 151st FIS y el 157th FIS. La crisis terminó en el verano de 1962 y el personal regresó a los Estados Unidos.
El subsiguiente F-104C entró en servicio con el Mando Aéreo Táctico (TAC) de la USAF como un caza de múltiples funciones y cazabombardero. La 479.º Ala Táctica de Combate en la George AFB, California, fue la primera unidad en equiparse con el modelo en septiembre de 1958. Aunque no era una plataforma óptima para el teatro, el F-104 vio un servicio limitado en la guerra de Vietnam. En 1967, estos aviones del TAC fueron transferidos a la Guardia Aérea Nacional.

#### Guerra de Vietnam

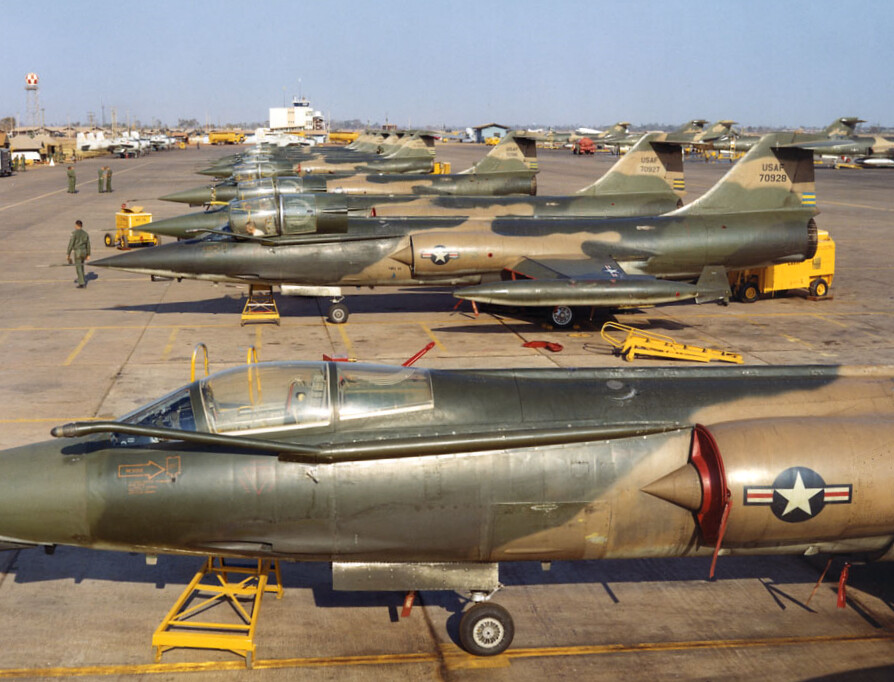
Una línea de F-104C en Vietnam del Sur, 1965.

Los escuadrones de Starfighter hicieron dos despliegues a Vietnam. Comenzando con la Operación Rolling Thunder, el Starfighter se usó tanto en el papel de superioridad aérea como en la misión de apoyo aéreo, y aunque no entraron mucho en combate aéreo y no obtuvieron victorias aire-aire, los F-104 lograron disuadir a los interceptores MiG. Durante el primer despliegue del F-104 de abril a octubre de 1965, los Starfighter realizaron un total de 2937 misiones de combate. Estas salidas resultaron en la pérdida de cinco aviones: el 476.º Escuadrón de Caza Táctico desplegado de abril a julio de 1965, perdiendo un Starfighter, y el 436.º Escuadrón de Caza Táctico desplegado de julio a octubre de 1965, perdiendo cuatro. Dos Starfighter fueron derribados por fuego terrestre, uno fue derribado por un Shenyang J-6 cuando el Capitán Philip E. Smith se desvió en el espacio aéreo chino, y dos se perdieron en una colisión en el aire mientras buscaban el avión perdido de Smith.
Los Starfighter regresaron a Vietnam cuando el 435.º Escuadrón de Caza Táctico se desplegó desde junio de 1966 hasta julio de 1967. Durante este tiempo, los F-104 realizaron otras 2269 misiones de combate, para un total de 5206. Los F-104 que operaban en Vietnam se actualizaron en servicio con el equipo receptor de alerta radar APR-25/26; durante el segundo despliegue, se perdieron nueve aviones adicionales por un total de 14 F-104 perdidos por todas las causas en Vietnam. En julio de 1967, las unidades de Starfighter hicieron la transición al McDonnell Douglas F-4 Phantom II.
De los F-104 desplegados en Vietnam, un ejemplar se encuentra en exhibición en el museo aéreo de Kalamazoo, Míchigan.

### Servicio estadounidense
La Fuerza Aérea de los Estados Unidos estaba menos que satisfecha con el Starfighter, y adquirió solo 296 ejemplares en versiones de uno y dos asientos. En ese momento, la doctrina de la USAF le daba poca importancia a la superioridad aérea (caza contra caza), y el Starfighter se consideraba inadecuado para el papel de interceptor (caza contra bombardero) o táctico de cazabombardero, carente tanto de capacidad de carga útil como de resistencia en comparación con otros aviones de la USAF. El servicio estadounidense del F-104 se interrumpió rápidamente después del segundo despliegue del avión en el sudeste asiático en 1967. Aunque los F-104A restantes en el servicio regular de la USAF habían sido equipados recientemente con motores J79-GE-19 más potentes y fiables, el último los Starfighter de la USAF dejó el servicio regular de la Fuerza Aérea en 1969. El avión continuó en uso con la Guardia Nacional Aérea de Puerto Rico hasta 1975, cuando fue reemplazado en esa organización por el A-7 Corsair II.
El último uso del F-104 Starfighter con los colores de Estados Unidos fue entrenar a pilotos para la Fuerza Aérea de Alemania Occidental, con un ala de TF-104G y F-104G con base en la Base de la Fuerza Aérea Luke, Arizona. Aunque operado con marcas de la USAF, estos aviones (que incluían aviones construidos en Alemania) eran propiedad de Alemania Occidental. Continuaron en uso hasta 1983.

### Pakistán
La Fuerza Aérea de Pakistán recibió cazas F-104 entre los años de 1960 y 1963. El avión fue muy apreciado por el gobierno de Pakistán, pues era uno de los más avanzados del continente. Era un interceptor de gran velocidad y techo de servicio, por lo que rápidamente fue utilizado en misiones de reconocimiento sobre territorio indio, sobre todo en la región de Cachemira, que estaba en disputa por ambos países, entre 1964 y 1965. Los Starfighter de la PAF llevaron a cabo multitud de vuelos de reconocimiento sobre las ciudades más importantes de la India con total impunidad, rompiendo la barrera del sonido sobre muchas de ellas, puesto que ningún avión del inventario de la Fuerza Aérea de la India era capaz de interceptar a los F-104. Aunado a la entrega de misiles AIM-9B Sidewinder, los aviones se convirtieron en un símbolo del poderío aéreo de Pakistán.

#### Guerra indo-pakistaní de 1965
Al amanecer del 6 de septiembre de 1965, el teniente de vuelo Aftab Alam Khan de Pakistán reclamó el derribo de un Dassault Mystère IV indio con un misil AIM-9 sobre Pakistán occidental, y dañó a otro con su cañón M61, marcando el comienzo del combate aéreo en la guerra indo-pakistaní de 1965. Se afirma que es primer derribo en combate realizado por un avión Mach 2, y el primero con misiles para la Fuerza Aérea de Pakistán (PAF). Fuentes indias disputan esta afirmación. El Starfighter también jugó un papel decisivo en la interceptación de un Folland Gnat indio el 3 de septiembre de 1965. Los F-104 fueron enviados a interceptar al Gnat que volaba sobre Pakistán, que regresaba a su base de operaciones. Los F-104, al acercarse a una velocidad supersónica, hicieron que el piloto Gnat aterrizara en un aeródromo paquistaní en desuso cercano y se rindiera. La Fuerza Aérea de la India (IAF) cuestionó el reclamo de aterrizaje forzoso de la PAF y declaró que el aterrizaje fue un error del piloto, quien realizó un aterrizaje de emergencia pensando que era una pista de aterrizaje india. El Gnat ahora se exhibe en el Museo de la PAF, Karachi. 
Además de este suceso, otro F-104 derribó un bombardero Canberra en la noche del 23 de septiembre con el disparo de un AIM-9, consiguiendo otra victoria para el avión, sin embargo a pesar de ser apodado "El orgullo de la PAF", el aparato no era muy apreciado por su escuadrón, pues como relató un piloto, "un interceptor diseñado para derribar bombarderos a grandes alturas, no era lo más óptimo en los combates aéreos". Después de estos éxitos, los F-104 no volvieron a conseguir más victorias, pues al final los indios lograron derribar dos de estos aviones en el transcurso del conflicto.

#### Guerra indo-pakistaní de 1971
Durante los ataques preventivos llevados a cabo por la PAF, un F-104 formó parte del grupo de ataque sobre la base de Amristar, realizando cobertura al grupo de ataque, junto a Mirage-IIIEP. Los F-104 se encargaron de la mayoría de los combates contra la fuerza aérea india. En estos enfrentamientos, los nuevos cazas insignia de la IAF, los MiG-21FL, se batieron en combate con los Starfighter.
Los primeros combates directos aire-aire entre el F-104 y el MiG-21 tuvieron lugar durante la Guerra Indo-paquistaní de 1971. Los nuevos MiG volados por la IAF derribaron a cuatro Starfighter de la PAF sin sufrir ninguna pérdida. La primera pérdida ocurrió el 12 de diciembre de 1971, cuando los MiG-21FL del Escuadrón n.º 47 de la IAF derribaron un F-104A volado por el Comandante de Ala Mervyn Middlecoat sobre el Golfo de Kutch. Los siguientes tres F-104A de la PAF fueron derribados cinco días después, el 17 de diciembre, dos por MiG-21FL de la IAF del Escuadrón n.º 29 sobre Uttarlai, Rajasthan, y el tercero por otro MiG-21FL del mismo escuadrón, más tarde el mismo día. La única victoria que los F-104 consiguieron, fue el derribo de un Su-7 indio, con AIM-9, siendo el último éxito operativo que tuvo el F-104 en el servicio pakistaní.
Las sanciones de la posguerra obligaron a una jubilación anticipada de los F-104 de la PAF, debido a la falta de apoyo de mantenimiento.

### Conflicto del estrecho de Taiwán de 1967

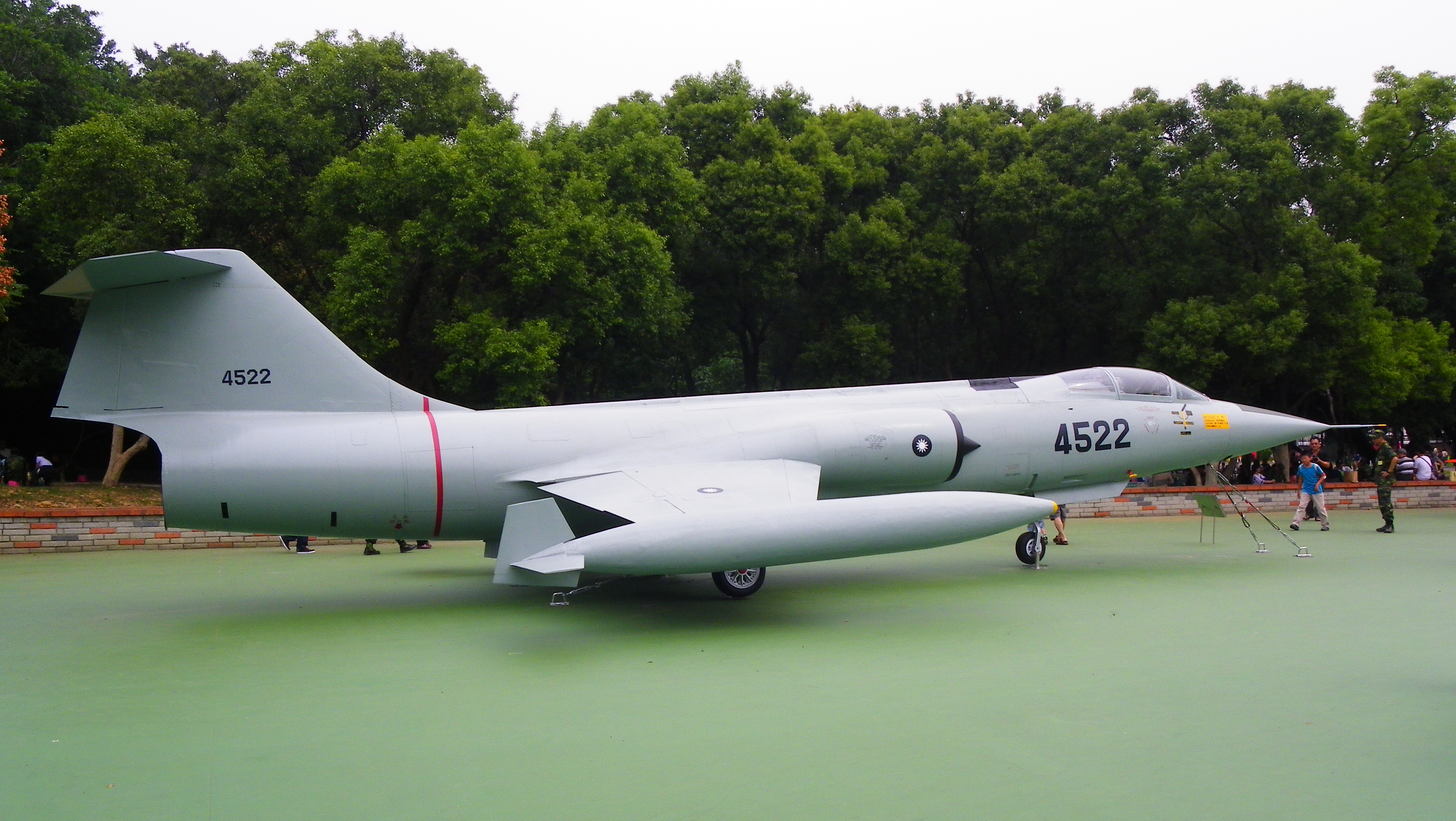
Un F-104J de la Fuerza Aérea de la República de China.

El 13 de enero de 1967, cuatro aviones F-104G de la Fuerza Aérea de la República de China (Taiwán) se enfrentaron a una formación de J-6/MiG-19 de la Fuerza Aérea del Ejército Popular de Liberación sobre la disputada isla de Kinmen (Qemoy). El Mayor Hu Shih-lin y el Capitán Shih Bei-puo derribaron cada uno un MiG-19. Esto marcó la primera victoria de combate F-104 sin oposición en el mundo. Un F-104 no regresó a la base y su piloto figuraba como MIA.
El diseñador del F-104, Kelly Johnson, declaró que esta batalla en particular ilustraba las fortalezas y debilidades relativas del Starfighter en combate aéreo. "Los teníamos en aceleración y los teníamos en altitud de estado estable, pero no podíamos girar con ellos", dijo Kelly, quien en ese momento estaba trabajando en el derivado CL-1200 Lancer de alas más grandes y más maniobrable del F-104.

## Variantes

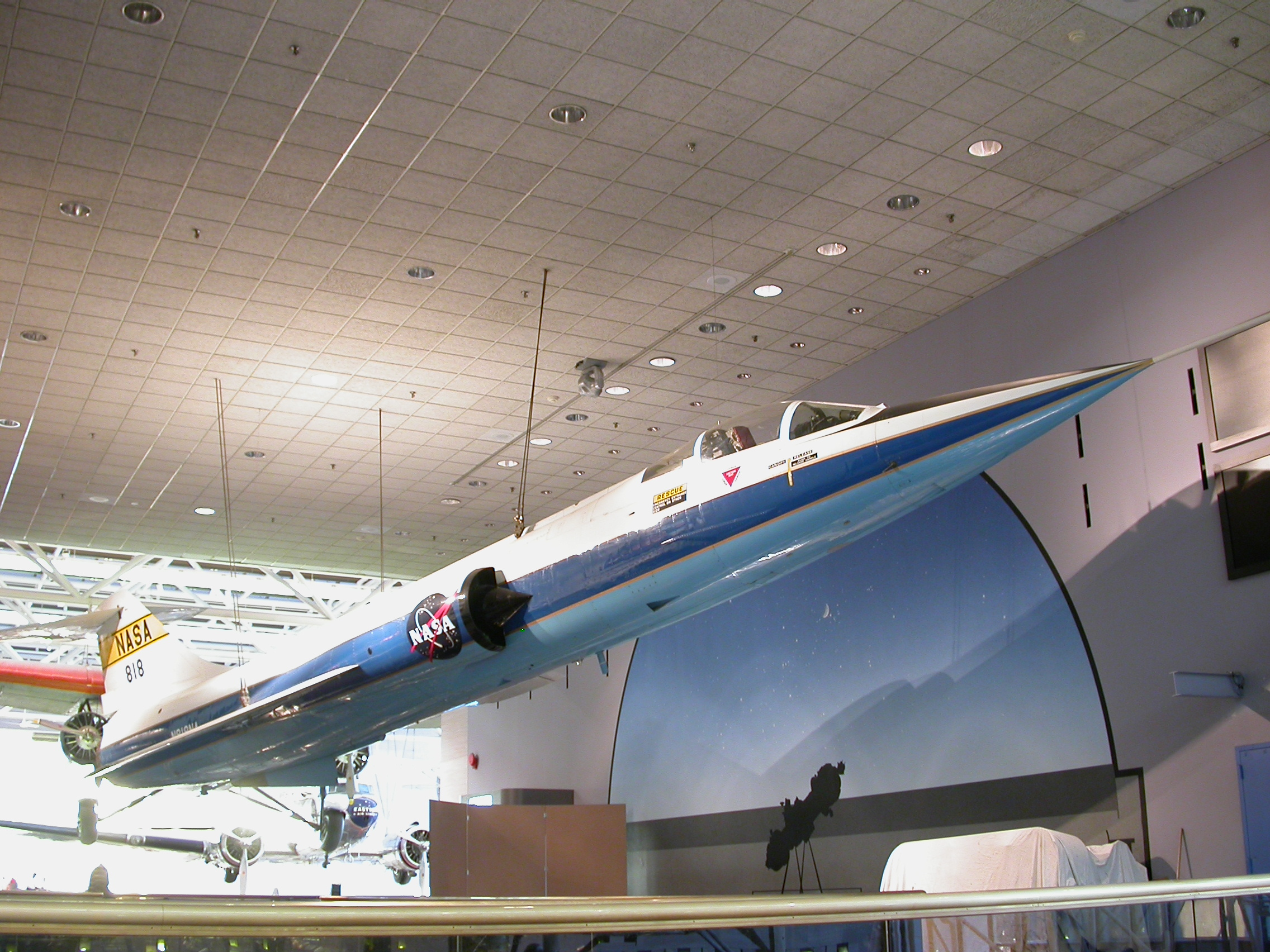
Lockheed YF-104A (N.S. USAF 55-2961, N. NASA 818). Realizó su primer vuelo con la NASA el 27 de agosto de 1956 y su último vuelo operacional el 26 de agosto de 1975 tras 1439 vuelos realizados.

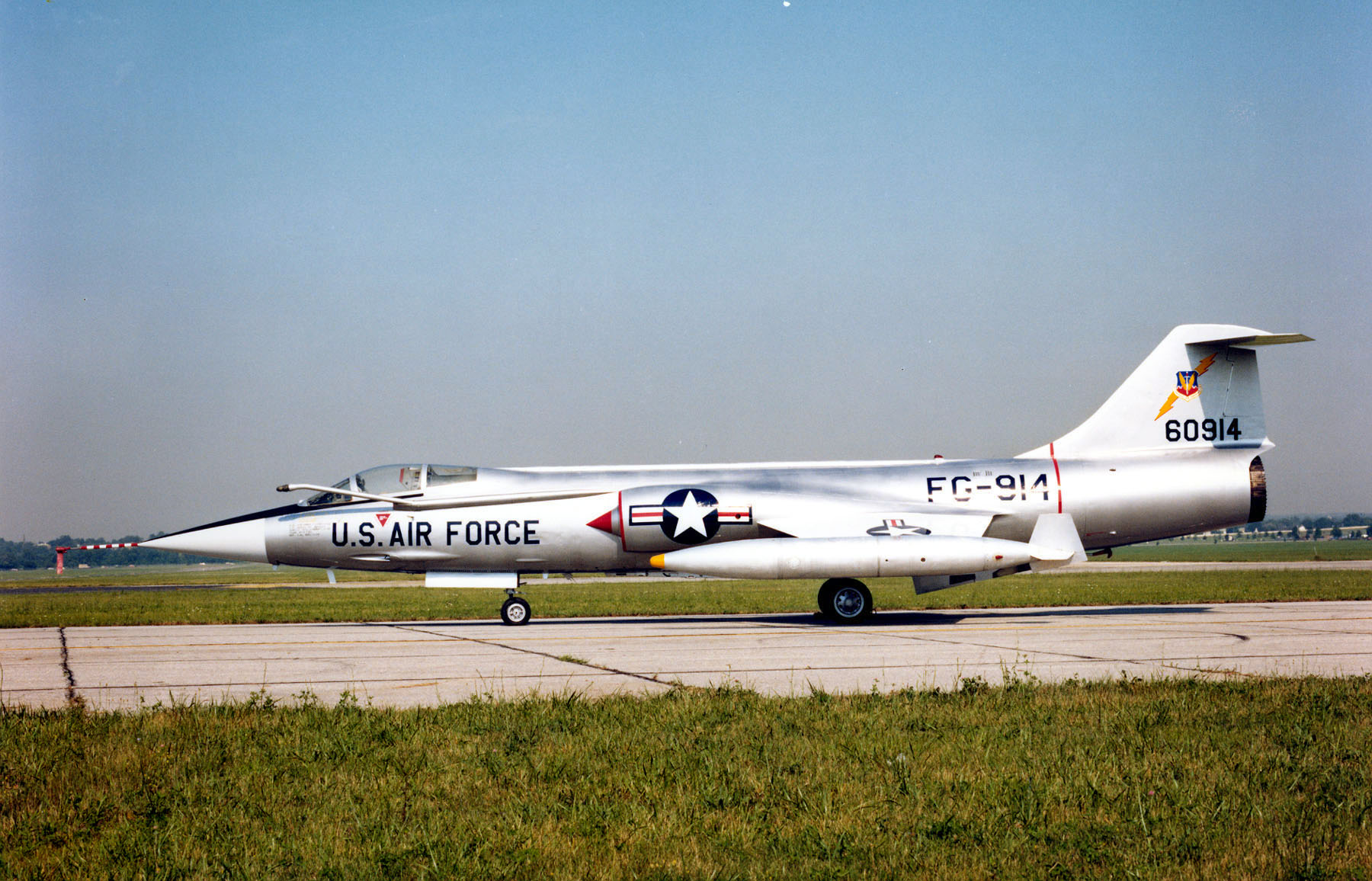
F-104C con sonda para reabastecimiento en vuelo.

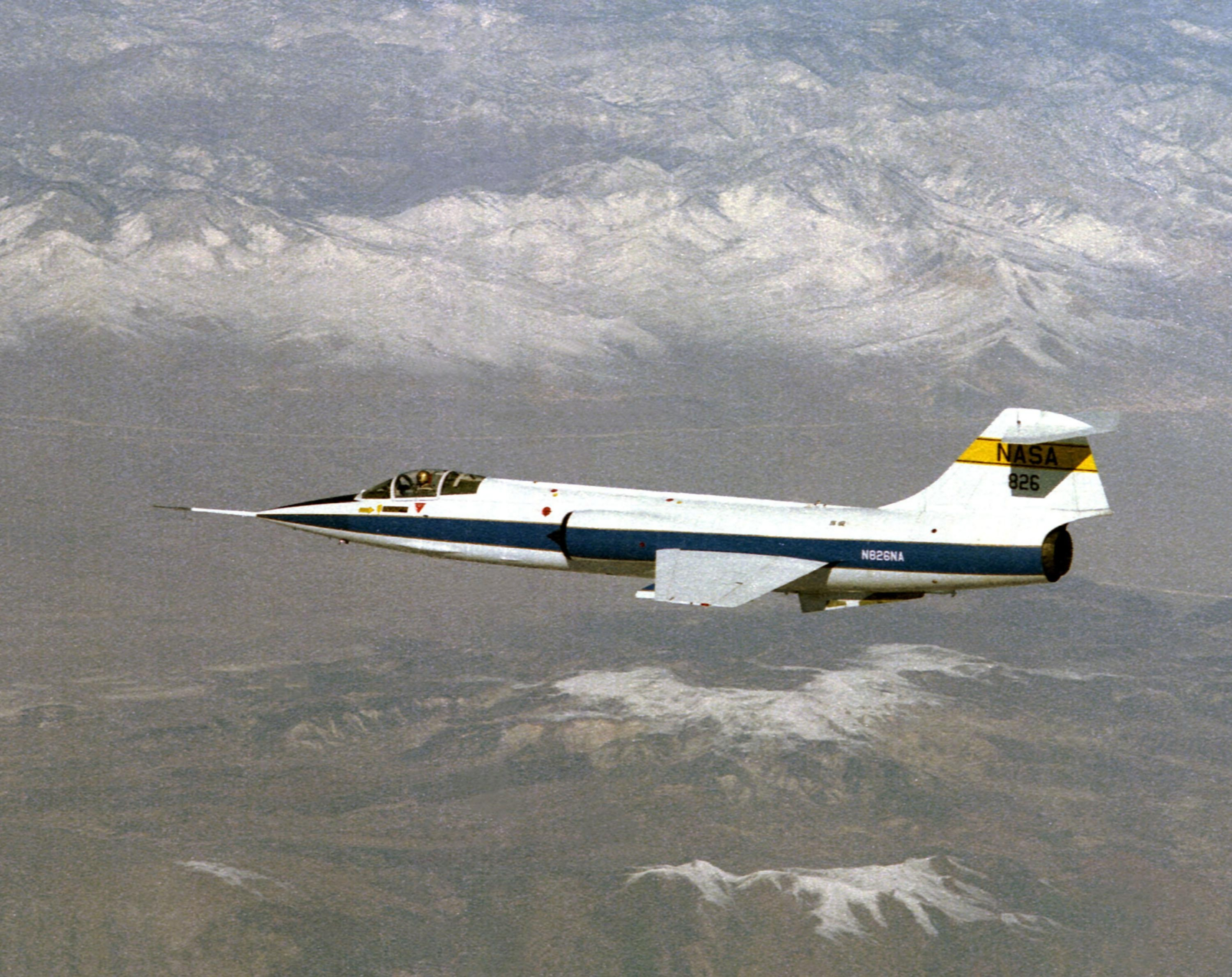
Un F-104N Starfighter de la NASA en vuelo.

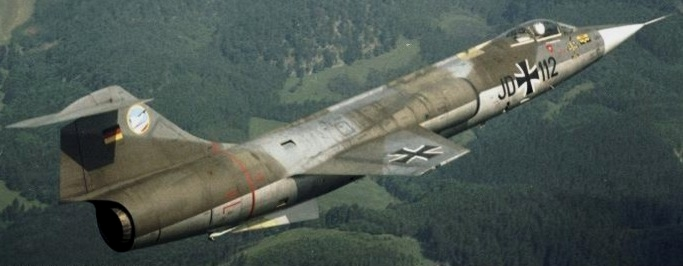
Un F-104G Starfighter de la Luftwaffe volando en 1965.

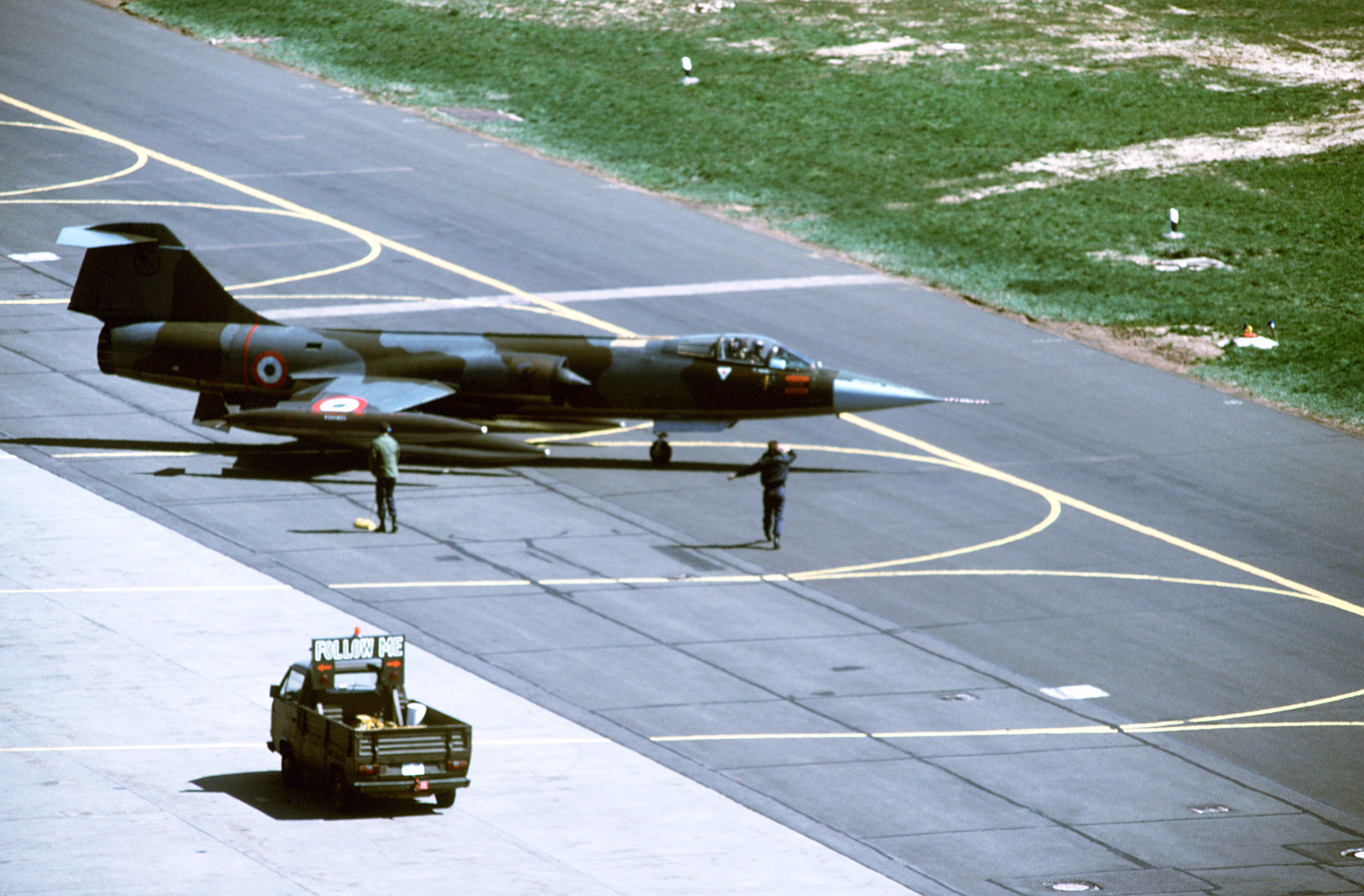
Aeritalia F-104S Starfighter.

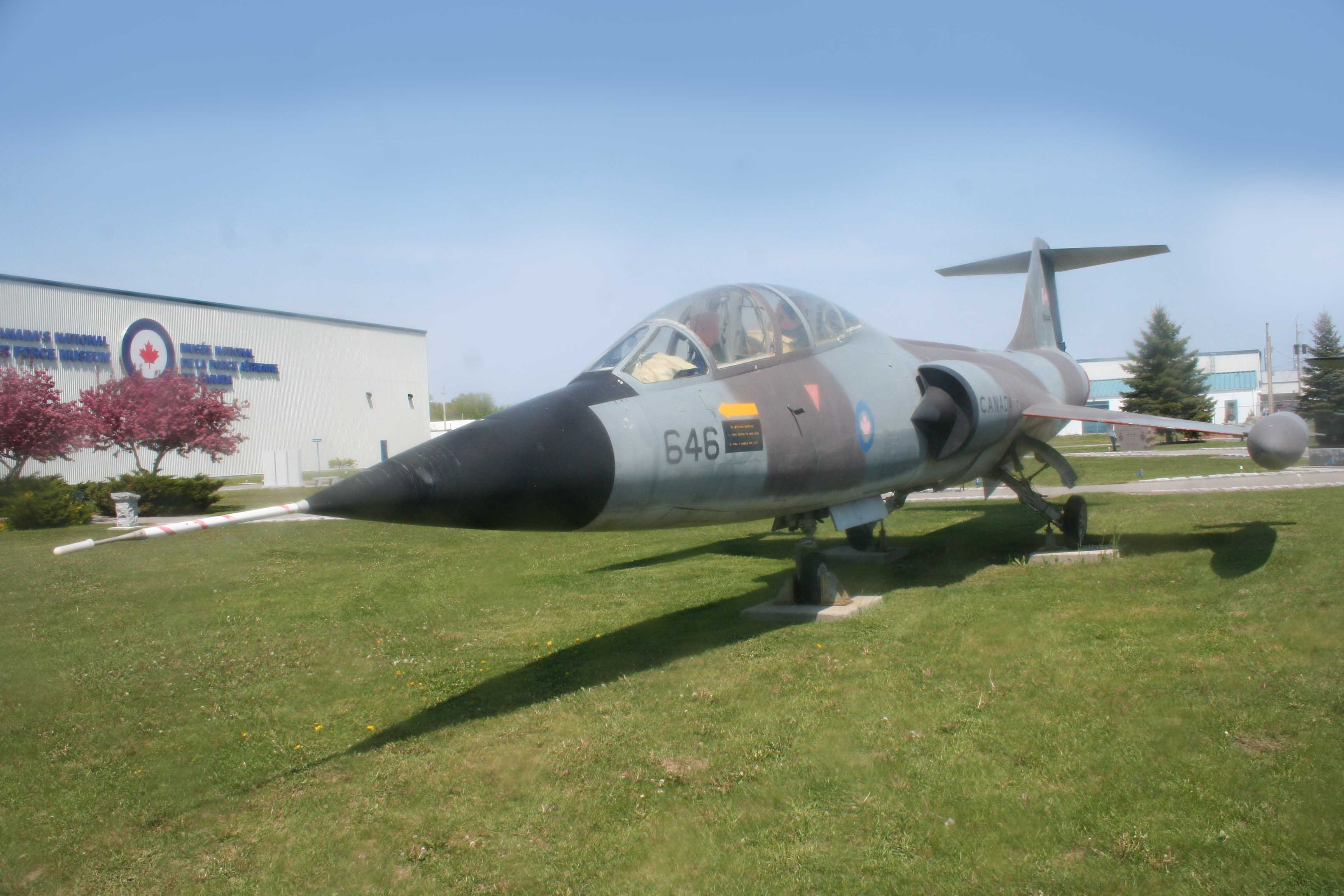
Canadair CF-104D Starfighter.

XF-104
Dos prototipos equipados con motores Wright J65 (el J79 aún no estaba listo). Uno fue equipado con el cañón M61 Vulcan como banco de pruebas de armamento. Ambos aviones se destruyeron en accidentes.
YF-104A
17 aviones de preproducción usados para pruebas en vuelo. Muchos fueron convertidos posteriormente al estándar de producción F-104A.
F-104A
Fueron fabricados un total de 153 en esta versión inicial de producción. Los F-104A estuvieron en servicio como interceptores con la USAF desde 1958 hasta 1960, en ese momento fueron transferidos a la Guardia Aérea Nacional hasta 1963, cuando fueron pedidos de nuevo por el Mando de Defensa Aérea de la USAF para los 319.º y 331.º Escuadrones de Cazas Interceptores. Algunos fueron liberados para exportarse a Jordania, Pakistán y Taiwán, donde fueron usados en combate. En 1967, los F-104A y B de 319.º Escuadrón fueron remotorizados con motores J79-GE-19 de 79,6 kN (17 900 lbf) de empuje con postcombustión; el techo de vuelo del avión con este motor se incrementó hasta los 22 250 m. En 1969, todos los F-104A/B del Mando de Defensa Aérea fueron retirados. El 18 de mayo de 1958, un F-104A estableció un récord de velocidad al alcanzar los 2259,82 km/h.
NF-104A
Tres ejemplares desmilitarizados y equipados con un motor cohete adicional Rocketdyne LR121/AR-2-NA-1 de 27 kN, fueron usados para entrenamiento de astronautas a altitudes de hasta 36 820 m.
QF-104A
Un total de 22 aviones F-104A convertidos en aviones de pruebas y aviones no tripulados radiocontrolados.
F-104B
Versión biplaza de entrenamiento del F-104A provisto con mandos de control para los dos tripulantes, fueron fabricados 26 ejemplares. Tenían el timón de dirección y la aleta ventral de mayores dimensiones, carecían de cañón y disponían de menor capacidad para combustible interno, pero por lo demás tenían capacidad de combate. Algunos fueron suministrados a Jordania, Pakistán y Taiwán.
F-104C
Versión cazabombardero para el Mando Aéreo Táctico de la USAF, con radar de control de tiro mejorado (AN/ASG-14T-2), incorporaba un pilón central bajo el fuselaje y dos pilones subalares haciendo un total de cinco, y la capacidad para portar una bomba nuclear Mk 28 o Mk 43 en el pilón central. El F-104C también tenía una sonda para reabastecimiento en vuelo de combustible. El 14 de diciembre de 1959, un F-104C estableció un récord mundial de altitud alcanzando los 31 515 m, superando la barrera de los 100 000 pies. Fueron fabricados 77 ejemplares.
F-104D
Versión biplaza de entrenamiento del F-104C con doble mando de control, 21 aviones fabricados.
F-104F
Entrenador biplaza con doble control basado en el F-104D, pero equipado con el motor mejorado del F-104G. Esta versión no disponía de radar y no tenía capacidad de combate. Fueron producidos 30 de estos aviones como entrenadores provisionales para la Luftwaffe alemana, y fueron retirados en 1971.
F-104G
Cazabombardero polivalente. Se produjeron 1122 aviones de esta versión principal, fabricados por Lockheed y bajo licencia por Canadair en Canadá, y también por un consorcio de compañías europeas entre las que se incluían las alemanas Messerschmitt/MBB y Dornier, la italiana Fiat, la neerlandesa Fokker y la belga SABCA. Esta versión se caracterizaba por: estar reforzada en el fuselaje y la estructura de las alas, tener una mayor capacidad de combustible interno, un estabilizador vertical más grande, un tren de aterrizaje reforzado con ruedas de mayores dimensiones y los flaps de las alas modificados para mejorar su maniobrabilidad en combate. El F-104G también incluyó aviónica mejorada, un nuevo radar Autonetics NASARR F15A-41B con modos de combate aire-aire y trazado de mapas del terreno, el sistema de navegación inercial Litton LN-3 (por primera vez en un caza de producción en serie) y una mira infrarroja.
RF-104G
Versión de reconocimiento táctico basada en el F-104G. Fueron producidos 189 de estos aviones, normalmente equipados con tres cámaras KS-67A montadas en la parte delantera del fuselaje en lugar del cañón.
TF-104G
Versión de entrenamiento del F-104G; sin capacidad de combate, no disponía de cañón ni de pilón central y su capacidad para combustible interno era menor. Se fabricaron 220 ejemplares. Un avión de esta versión fue usado por Lockheed como demostrador con número de registro civil L104L, pilotado por Jackie Cochran estableció tres récords de velocidad de mujeres en 1964, después, este avión estuvo en servicio en los Países Bajos.
F-104H
Propuesta de versión de exportación basada en el F-104G con equipo simplificado y mira óptica que no llegó a ser fabricada.
F-104J
Versión del F-104G especializada como caza de superioridad aérea e interceptor para la Fuerza Aérea de Autodefensa de Japón, fabricada bajo licencia por Mitsubishi. Armado con cañón y cuatro misiles aire-aire Sidewinder, no disponía de capacidad de ataque a tierra. Algunos fueron convertidos posteriormente en aviones no tripulados radiocontrolados designados UF-104J y destruidos al ser utilizados como blancos en prácticas de tiro. Fueron fabricados un total de 210 cazas de esta versión, 3 por Lockheed, 29 por Mitsubishi con componentes fabricados por Lockheed y 178 producidos totalmente por Mitsubishi.
F-104DJ
Versión biplaza de entrenamiento del F-104J con doble mando de control para Japón, 20 ejemplares fabricados por Lockheed y ensamblados por Mitsubishi.
F-104N
Tres F-104G entregados a la NASA en 1963 para ser usado como avión de seguimiento a alta velocidad. Uno, pilotado por Joe Walker, colisionó contra un XB-70 el 8 de junio de 1966.
F-104S
Versión italiana producida por FIAT/Aeritalia. Fueron fabricados 246 F-104S, pero uno se estrelló antes de ser entregado y a veces no se suele incluir en número total de aviones fabricados. 40 fueron entregados a la Fuerza Aérea Turca y el resto a la Aeronáutica Militar Italiana. El F-104S fue mejorado para la misión de interceptor con un radar NASARR R-21G/H que dispone de indicador de blancos en movimiento e iluminador de onda continua para el guiado de misiles guiados por radar semiactivo (inicialmente misiles AIM-7 Sparrow), se le añadieron dos pilones subalares más y otros dos puntos de anclaje bajo el fuselaje (haciendo un total de nueve), equipó el motor más potente J79-GE-19 de 53 kN y 80 kN de empuje sin y con postcombustión respectivamente, y dos aletas ventrales adicionales para mejorar la estabilidad del avión. El cañón M61 fue sacrificado en las versiones usadas como interceptor para hacer sitio a la aviónica de misiles, pero fue conservado en las versiones usadas como cazabombardero. Puede portar 2 misiles Sparrow; y teóricamente hasta 6 misiles Sidewinder en todos los puntos de anclaje excepto en el central, o un máximo de 7 bombas de 340 kg (normalmente 2 o 4 de 227–340 kg). El F-104S tiene un mayor peso máximo de despegue, que le permite portar hasta 3400 kg de carga bélica; mientras que los otros Starfighter solo pueden portar una carga externa máxima de 1814 kg. El alcance del F-104S es de 1250 km con cuatro depósitos de combustible externos.
F-104S-ASA
(Aggiornamento Sistemi d'Arma – "Actualización de Sistemas de Armas") 150 aviones F-104S actualizados con un radar Fiat R21G/M1 con capacidades de salto de frecuencia y look-down/shoot-down, un nuevo sistema identificador amigo-enemigo (IFF), computador de lanzamiento de armamento y posibilidad de utilizar misiles AIM-9L Sidewinder y Selenia Aspide. Esta versión voló por primera ver en 1985.
F-104S-ASA/M
(Aggiornamento Sistemi d'Arma/Modificato – "Actualización de Sistemas de Armas/Modificado") 49 aviones F-104S actualizados en 1998 con sistema de posicionamiento global (GPS), nuevo sistema de navegación aérea táctica (TACAN) y sistema de navegación inercial Litton LN-30A2, se reforzó la estructura de la aeronave e incluyó mejores pantallas en la cabina. Todo el equipo de ataque a tierra fue suprimido. Fue el último Starfighter en servicio operacional, retirado en diciembre de 2004 y reemplazado temporalmente por aviones F-16 Fighting Falcon mientras se esperaba las entregas del Eurofighter Typhoon.
CF-104
Versión canadiense fabricada bajo licencia por Canadair, de la que se fabricaron 200 ejemplares. Esta versión fue equipada con un radar NASARR R-24A con modos aire-aire, al principio no se le instaló el cañón (hasta 1972), poseía un depósito de combustible interno adicional y motor J79-OEL-7 de 44 kN/70 kN fabricado en Canadá.
CF-104D
Versión biplaza de entrenamiento del CF-104 con controles duales. Estos 38 aviones fueron fabricados por Lockheed, pero con motores J79-OEL-7 canadienses. Algunos posteriormente fueron transferidos a Dinamarca, Noruega y Turquía.

## Operadores
Alemania

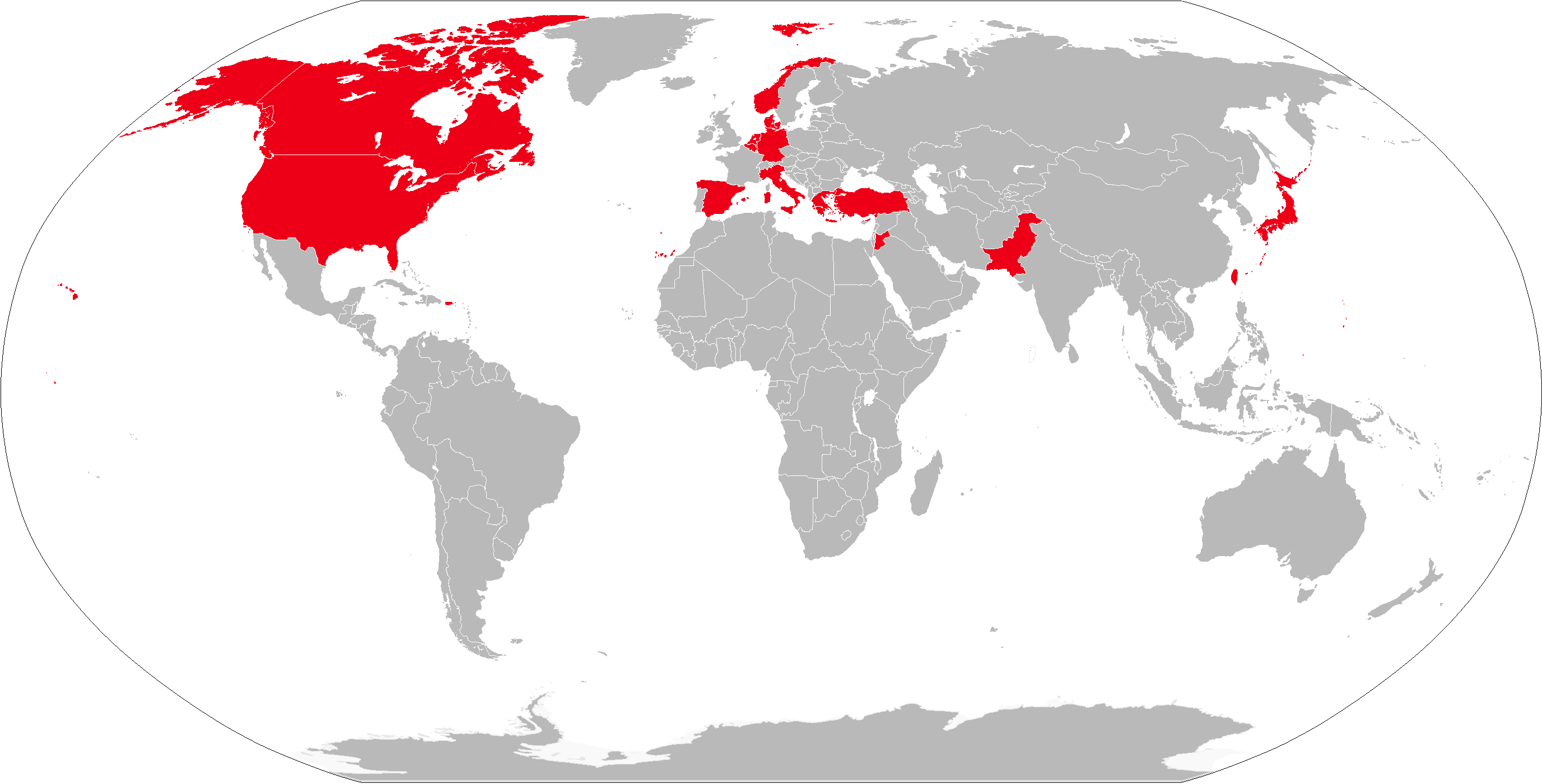
Antiguos operadores del F-104 Starfighter.

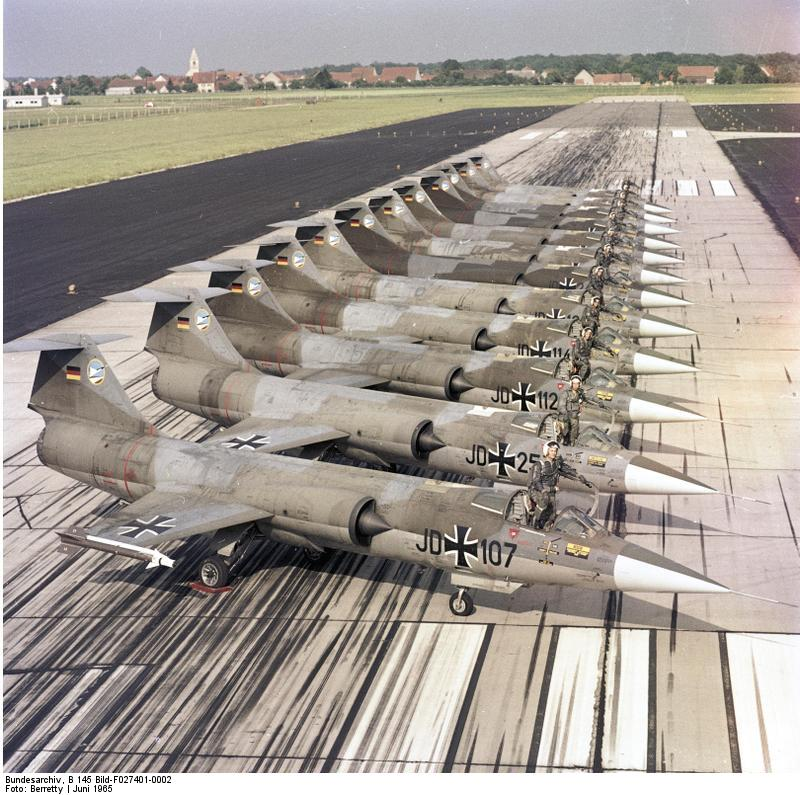
Un grupo de aviones F-104 Starfighter alemanes en 1965.

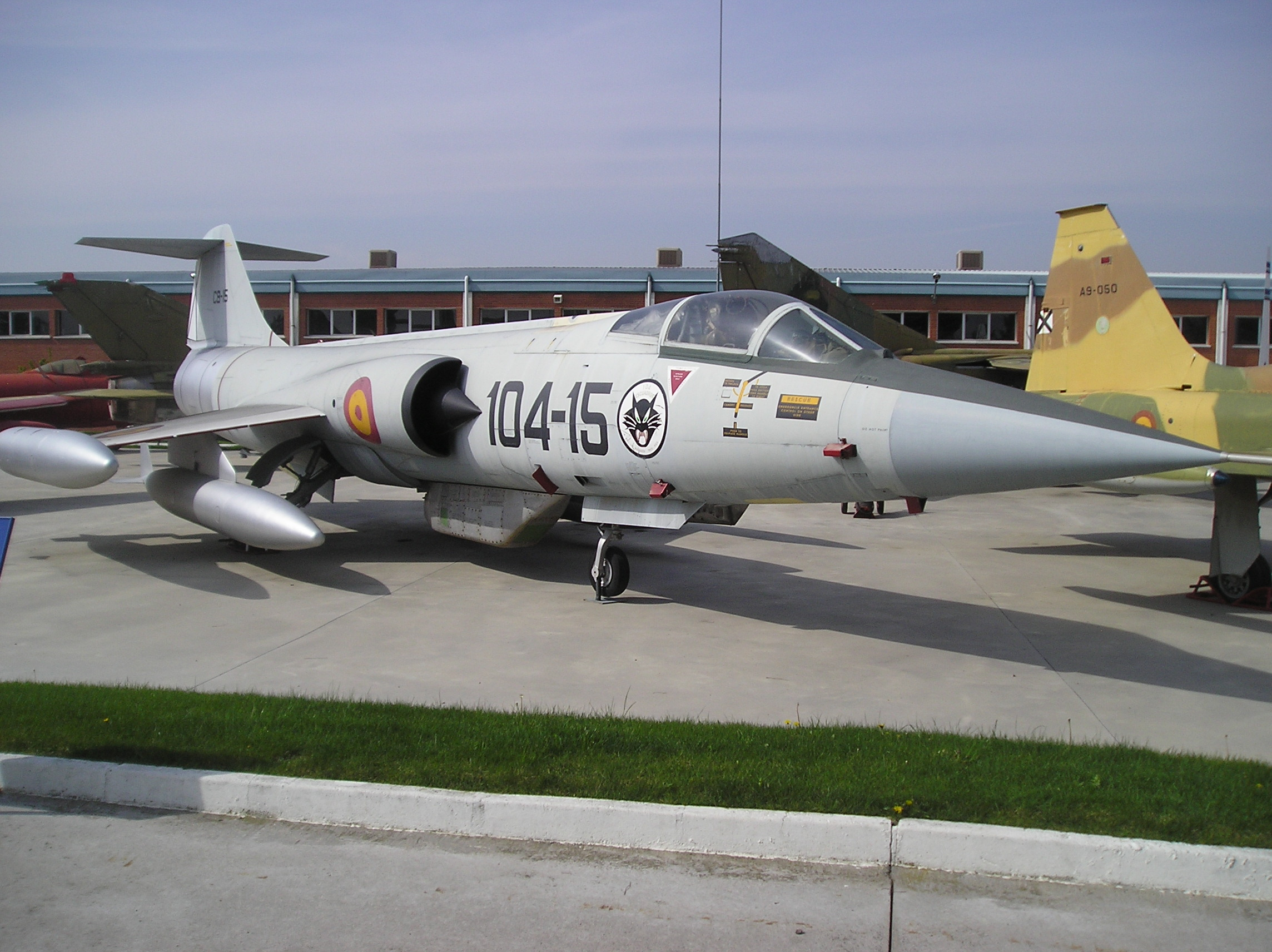
F-104 del Ejército del Aire de España.

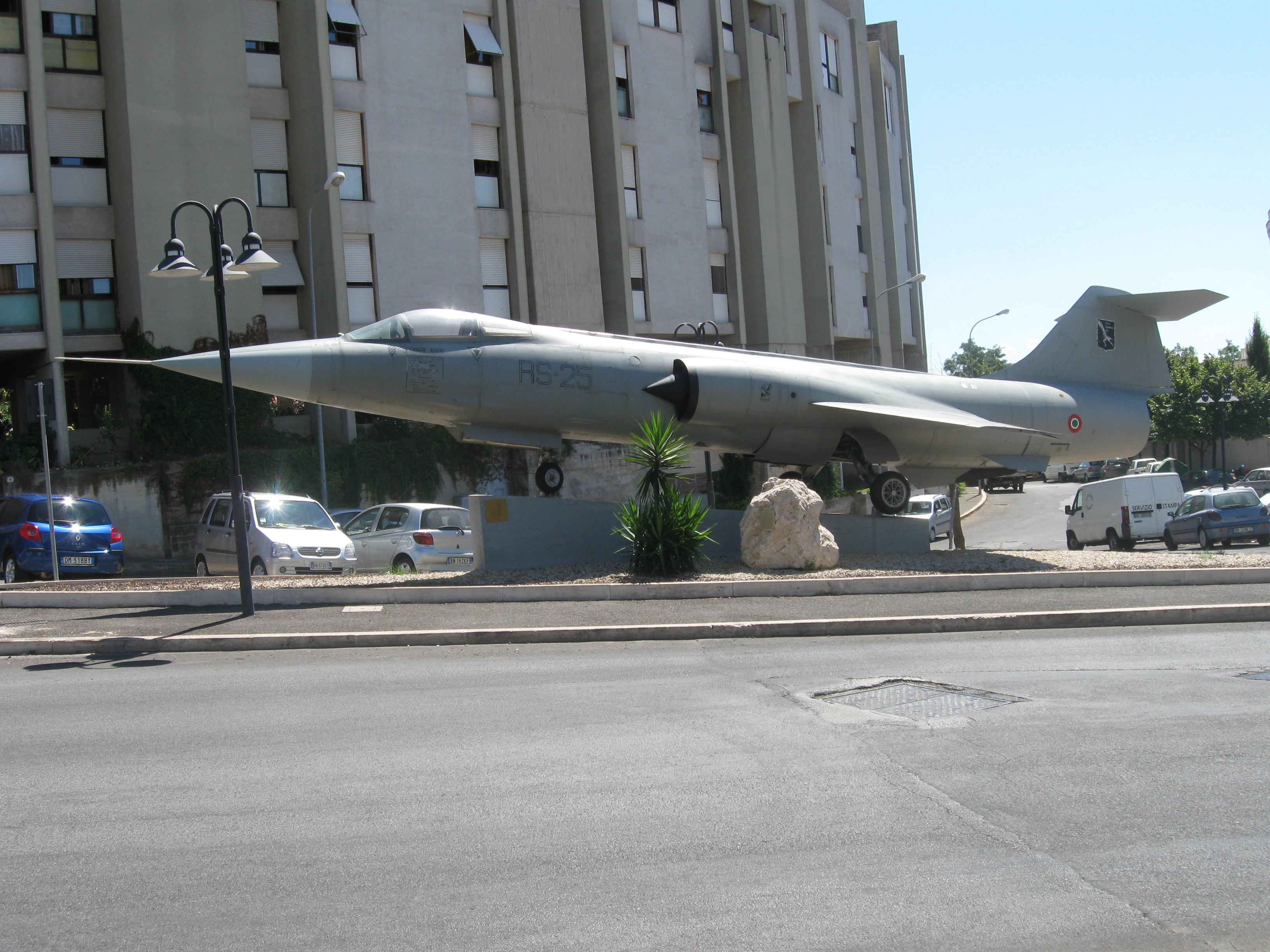
F-104 Departamento de Vuelo Experimental en Roma.

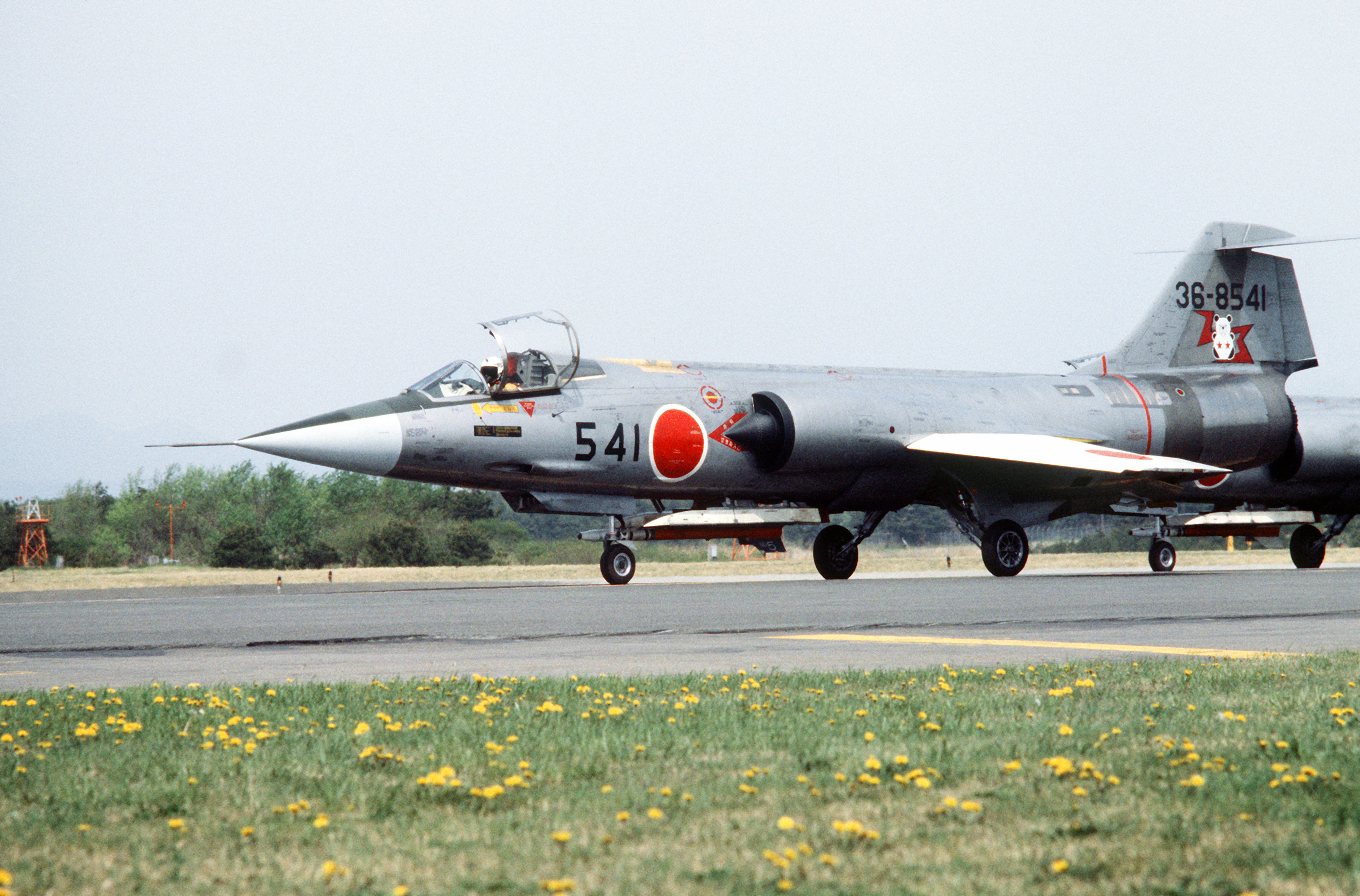
Un Mitsubishi F-104J Starfighter de la Fuerza Aérea de Autodefensa de Japón en 1982.

Alemania recibió 916 aviones F-104, compuestos por 749 F/RF-104G, 137 TF-104G y 30 F-104F, formando durante años la principal flota de combate tanto de la Luftwaffe como de la Marineflieger. Los Starfighter alemanes tuvieron un alarmante índice de siniestralidad, se estrellaron 292 de los 916 Starfighter recibidos, provocando la muerte de 115 pilotos, lo que provocó numerosas dimisiones de pilotos y un debate en la sociedad alemana.
- Luftwaffe: El Starfighter entró en servicio con el Arma Aérea (Luftwaffe) en julio de 1960,[15] y las entregas continuaron hasta marzo de 1973,[16] permaneciendo en servicio operacional hasta el 16 de octubre de 1987,[12] y continuando en uso para realizar pruebas hasta el 22 de mayo de 1991. A mediados de los años 70, la Luftwaffe disponía de 5 Alas de cazabombarderos, 2 Alas de interceptores y 2 Alas de reconocimiento táctico equipadas con aviones F-104.[17]
- Marina Alemana: La Aviación de la Marina (Marineflieger) tuvo otras 2 Alas equipadas con aviones F-104 para realizar misiones de ataque marítimo y reconocimiento.[17] Inicialmente, los Starfighter de la Marina utilizaban misiles AS.30 como arma antibuque y posteriormente fueron equipados con el más sofisticado misil guiado por radar y de mayor alcance AS.34 Kormoran.[18]

 Bélgica
- Fuerza Aérea Belga: Bélgica compró un total de 101 cazas F-104G fabricados por la compañía belga SABCA y 12 entrenadores biplaza TF-104G fabricados por Lockheed (1 F-104G se estrelló antes de entrar en servicio). Estos sirvieron desde el 14 de febrero de 1963 al 19 de septiembre de 1983 en los escuadrones 23 y 31 (cazabombarderos), 349 y 350 (interceptores), y finalmente en una unidad de conversión operacional. Se perdieron en accidentes 38 F-104G y 3 TF-104G, mientras que 23 de los supervivientes fueron vendidos a Taiwán y 18 a Turquía.

 Canadá
- La Real Fuerza Aérea Canadiense y posteriormente las Fuerzas Canadienses unificadas, operaron entre 1962 y 1986 con un total de 200 aviones Canadair CF-104 de fabricación canadiense y 38 entrenadores CF-104D fabricados por Lockheed. Los CF-104 fueron equipados con equipo electrónico adicional, con función de receptor de alerta radar, en la cola y bajo el morro. Las pérdidas fueron muy elevadas, con cerca de 110 aviones accidentados en Europa. Su uso intensivo, principalmente para misiones de reconocimiento y bombardeo a baja cota fue un factor importante, y las condiciones meteorológicas adversas contribuyeron en casi el 50 % de las pérdidas accidentales. Las estructuras de los aviones tenían una media de 6000 horas de vuelo cuando fueron retirados; el triple que los F-104 de Alemania. Aviones excedentes CF-104 y CF-104D fueron transferidos a Dinamarca, Noruega, y Turquía.[19]

 Dinamarca
- Real Fuerza Aérea Danesa: Dinamarca inicialmente recibió 25 aviones Canadair F-104G y 4 Lockheed TF-104G mediante el Programa de Asistencia Militar de los Estados Unidos. Posteriormente, Canadá le transfirió entre 1972 y 1974 un lote de 15 CF-104 y 7 CF-104D excedentes, sumando un total de 51 Starfighter en servicio con Dinamarca hasta su retirada en 1986. 15 F-104G y 3 TF-104G fueron luego transferidos a Taiwán en 1987.

 España
- Ejército del Aire: tras los acuerdos de 1953 y convenios siguientes, España recibió, en 1965, 18 F-104G fabricados por Canadair y 3 TF-104G fabricados por Lockheed mediante el Programa de Asistencia Militar de Estados Unidos.[20] Estos aviones fueron transferidos a Grecia y Turquía cuando fueron reemplazados por cazas F-4 Phantom II en 1972. Cabe destacar que ninguno de los F-104 se perdió en accidente durante las 17 000 horas de uso operacional en España, aunque también hay que señalar que solo fueron usados en el papel para el que el avión fue diseñado originalmente como interceptor y generalmente con muy buenas condiciones meteorológicas.[21][22] El F-104G sirvió en los escuadrones 61, 161, 104 y 122 sucesivamente entre febrero de 1965 y mayo de 1972.

 Estados Unidos
- Fuerza Aérea de los Estados Unidos
- NASA

 Grecia
- Fuerza Aérea Helénica: Grecia recibió 45 F-104G y 6 TF-104 a través del Programa de Asistencia Militar estadounidense. Posteriormente fueron complementados por otros Starfighter de segunda mano transferidos por otros países de la OTAN, incluyendo 79 de Alemania, 7 de los Países Bajos y 9 de España. El Starfighter entró en servicio en el país heleno en abril de 1964, equipando 2 Alas, y fue retirado de servicio en marzo de 1993.[23]

 Italia
- Aeronáutica Militar Italiana: En Italia, el F-104 fue un pilar de su fuerza aérea desde principios de los años 1960 hasta finales del s. XX. El primer vuelo de un F-104G italiano, avión fabricado por Lockheed con matrícula MM6501, fue el 9 de junio de 1962; mientras, el primer F-104 fabricado bajo licencia en Italia por Fiat/Aeritalia voló por primera vez el 5 de octubre de 1962. Italia inicialmente recibió un total de 105 cazas F-104G, 24 TF-104G y 20 RF-104G, entrando en servicio operacional en marzo de 1963. Esta flota fue posteriormente incrementada con 205 aviones de la versión F-104S desarrollada en Italia y 6 TF-104G procedentes de la Luftwaffe, elevando a 360 el número total de F-104 utilizados por la Aeronáutica Militar. En 1986, la AMI era el mayor operador del modelo con once unidades equipadas con el Starfighter. Hasta 1997, Italia perdió 137 (el 38 %) de sus aviones F-104 en 928 000 horas de vuelo (14,7 aviones cada 100 000 horas). El F-104 fue finalmente retirado de servicio durante una gran ceremonia celebrada en la Base Aérea de Pratica di Mare en 2004.

 Japón
- Fuerza Aérea de Autodefensa de Japón: Japón operó con 210 cazas de superioridad aérea Mitsubishi F-104J en siete escuadrones y 20 entrenadores F-104DJ. Apodados «Eiko» («Gloria»), los F-104 japoneses estuvieron en servicio desde octubre de 1962 hasta 1986, teniendo que enfrentarse a aviones soviéticos intrusos, y con la pérdida de 36 ejemplares en accidentes durante ese periodo. Muchos de estos aviones fueron convertidos en aviones no tripulados para ser utilizados como blancos en prácticas.

 Jordania
- Real Fuerza Aérea Jordana: Jordania recibió 29 aviones F-104A y 4 F-104B mediante el Programa de Asistencia Militar en 1967. Controlados por Estados Unidos, estos aviones fueron trasladados temporalmente a Turquía durante la guerra de los Seis Días árabe-israelí. Fueron reemplazados por aviones Northrop F-5 y Dassault Mirage F1 en torno al año 1983. Los supervivientes sirven como señuelos en los aeródromos.

 Noruega
- Real Fuerza Aérea Noruega: Noruega recibió en 1963 19 F-104G fabricados por Canadair y 4 TF-104G mediante el Programa de Asistencia Militar estadounidense. Posteriormente, en 1974 recibió un lote de aviones excedentes de Canadá formado por 18 CF-104 y 4 CF-104D. El F-104 fue retirado de servicio con Noruega en el invierno de 1982.

 Países Bajos
- Real Fuerza Aérea de los Países Bajos: Los Países Bajos recibieron un total de 138 cazas F-104 Starfighter de fabricación europea.[24] Muchos de estos aviones posteriormente fueron transferidos a Turquía.

 Pakistán
- Fuerza Aérea de Pakistán: Pakistán fue el primer país no perteneciente a la OTAN que equipó su fuerza aérea con el F-104, recibió 12 F-104A y 2 F-104B el 5 de agosto de 1961.[25] Pakistán recibió un F-104A más el 8 de junio de 1964 y otro el 1 de marzo de 1965. Estos eran aviones procedentes de la Fuerza Aérea de los Estados Unidos reequipados con el motor más potente J-79-11A y, a petición de la Fuerza Aérea de Pakistán, con el cañón de 20 mm Vulcan reinstalado después que fuera retirado por la USAF. Estos F-104 tenían una inusual mayor relación empuje a peso debido a que tenían un fuselaje antiguo pero más ligero y motores más modernos.[25][26] El F-104 estuvo en servicio en Pakistán durante 12 años con 11 690 horas de vuelo, de las cuales 246 horas y 45 minutos fueron en misiones de combate durante la Guerra indo-pakistaní de 1965 y 103 horas y 45 minutos en la Guerra indo-pakistaní de 1971. Tras esta última guerra, los cinco F-104 restantes fueron almacenados por falta de repuestos debido al embargo de armas estadounidense. El modelo finalmente fue retirado a finales de 1972.[25]

 República de China
- Fuerza Aérea de la República de China: La República de China (Taiwán) recibió un total de 282 aviones F-104 con la financiación del Programa de Asistencia Militar estadounidense; la flota de cazas era una mezcla de aviones de nueva fabricación y excedentes de las versiones F-104A, -B, -D, -G, -J, -DJ, RF-104G y TF-104G. El Starfighter fue retirado de servicio en este país en 1997.[27]

 Turquía
- Fuerza Aérea Turca: Turquía, a partir de 1963, recibió 48 F-104G y 6 TF-104G producidos por Lockheed y Canadair, con financiación proporcionada por el Programa de Asistencia Militar de Estados Unidos. Posteriormente, en 1974–1975, Turquía adquirió directamente al fabricante italiano Fiat 40 interceptores F-104S.[28] Adicionalmente, al igual que Grecia, Turquía recibió un gran número de aviones F-104 Starfighter excedentes de varias naciones de la OTAN en los años 1970 y 1980, incluyendo 170 aviones alemanes, 53 neerlandeses y 52 canadienses. En total, Turquía recibió más de 400 cazas Starfighter, aunque muchos de esos aviones fueron desmontados para repuestos sin haber volado con la Fuerza Aérea Turca. El F-104 fue retirado de servicio en Turquía en 1995.[29]

## Especificaciones (F-104G)
Referencia datos: Quest for Performance.

### Características generales
- Tripulación: Uno (piloto)
- Longitud: 16,7 m (54,7 ft)
- Envergadura: 6,4 m (20,9 ft)
- Altura: 4,1 m (13,4 ft)
- Superficie alar: 18,2 m² (196,1 ft²)
- Perfil alar: Biconvex 3,36% en raíz y punta
- Peso vacío: 6350 kg (13 995,4 lb)
- Peso cargado: 9365 kg (20 640,5 lb)
- Peso máximo al despegue: 13 170
- Planta motriz: 1× turborreactor con postquemador General Electric J79-GE-11A.
  - Empuje normal: 44 kN (4487 kgf; 9892 lbf) de empuje.
  - Empuje con postquemador: 69 kN (7036 kgf; 15 512 lbf) de empuje.

### Rendimiento
- Velocidad máxima operativa (Vno): 2125 km/h (1320 MPH; 1147 kt)
- Alcance en combate: 670 km
- Alcance en ferry: 2623 km
- Techo de vuelo: 15 000 m (49 213 ft)
- Régimen de ascenso: 244 m/s (48 031 ft/min)
- Carga alar: 514 kg/m² (105,3 lb/ft²)
- Empuje/peso: 0,54

### Armamento
- Cañones: 

  - 1x cañón rotativo T171 Vulcan de 6 tubos de 20 mm con 725 proyectiles
- Puntos de anclaje: 7 con una capacidad de 1814 kg, para cargar una combinación de:    
  - Misiles: 

    - 4× misiles aire-aire AIM-9 Sidewinder

  - Otros: Bombas, contenedores de cohetes y depósitos de combustible auxiliares.

## Aeronaves relacionadas

### Desarrollos relacionados
- Canadair CF-104
- Lockheed XF-104
- Lockheed NF-104A
- Lockheed CL-1200 Lancer y X-27
- Aeritalia F-104S

### Aeronaves similares
- EWR VJ 101
- Grumman F-11 Tiger
- Dassault Mirage III
- English Electric Lightning
- Saunders-Roe SR.177
- Sukhoi Su-15

### Secuencias de designación
- Secuencia F-_ (Cazas (Fighter) del USAAC/USAAF/USAF, 1924-1962): ← F-101 - F-102 - XF-103 - XF-104/F-104 - F-105 - F-106 - F-107 →
- Secuencia C._ (Aeronaves de Caza del Ejército del Aire español, 1954-1978): ← C.4E/J - C.5 - C.6 - C.8 - C.9 - C.10 - C.11 →